# Samtgemeinde Brookmerland

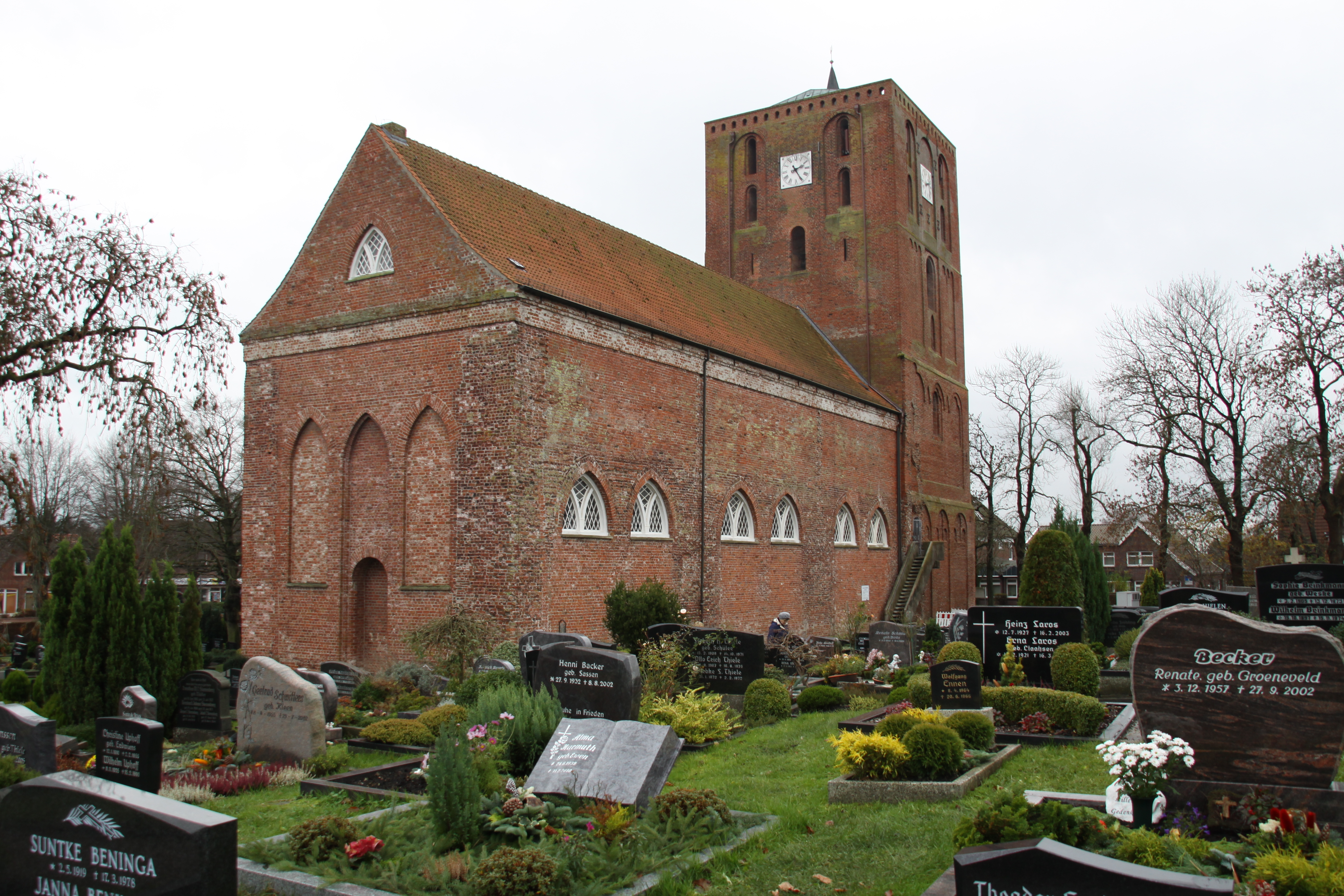
Marienkirche in Marienhafe

Die Samtgemeinde Brookmerland ist ein Gemeindeverband im Landkreis Aurich in Ostfriesland. Die Samtgemeinde besteht aus den Mitgliedsgemeinden Marienhafe, Leezdorf, Osteel, Rechtsupweg, Upgant-Schott und Wirdum. Verwaltungssitz ist Marienhafe.
Das Brookmerland, wie es umgangssprachlich auch genannt wird, hat auf 77,25 Quadratkilometern 12.836 Einwohner. Daraus ergibt sich eine Einwohnerdichte von 166 Einwohnern je Quadratkilometer, die nicht nur über dem ostfriesischen (147,3), sondern auch leicht über dem niedersächsischen Vergleichswert (168), jedoch unter dem der Bundesrepublik (etwa 230) liegt.
Das Gebiet der Gemeinde liegt auf einem Teil der historischen Region Brookmerland, deren Bezeichnung von dem altfriesischen Wort brōk stammt, das für eine moorige Bruchlandschaft steht, die früher kaum besiedelt war. Diese zog sich vom Westrand des Ostfriesischen Geestrückens von der Ley (Norder Tief) bis zur Flumm (Fehntjer Tief) hin.
Zum kulturellen Erbe der Samtgemeinde zählen die historischen Kirchen in Marienhafe und Osteel mitsamt ihren Orgeln. Daneben gibt es weitere historische Gebäude wie Steinhäuser (ehemalige Häuptlingsburgen), Gulfhöfe und Windmühlen.
Wirtschaftlich ist die Gemeinde von mittelständischen Betrieben, hauptsächlich für die Nahversorgung, geprägt. Auch der Tourismus spielt eine bedeutende Rolle, wobei sich die Gegend um Marienhafe als ehemaliger Zufluchtsort des Seeräubers Klaus Störtebeker als Störtebekerland vermarktet. Die Landwirtschaft spielt bei der Flächennutzung eine bedeutende Rolle. Insgesamt ist die Samtgemeinde Brookmerland eine Auspendler-Gemeinde in die Städte Emden, Aurich und Norden, in deren Mitte Brookmerland liegt.

## Geografie

### Lage und Ausdehnung
Brookmerland liegt im westlichen Teil der ostfriesischen Halbinsel in Niedersachsen nordnordwestlich von Emden und südöstlich von Norden im Landkreis Aurich. Es grenzt unmittelbar an die Stadt Norden und liegt westlich der Kreisstadt Aurich. Die Nordseeküste ist nur wenige Kilometer entfernt, am kürzesten ist es zur Leybucht, die sich westlich des Samtgemeindegebiets befindet.
Brookmerland ist mit 171 Einwohnern je km² im innerostfriesischen Vergleich überdurchschnittlich dicht besiedelt und liegt damit auch leicht über der Einwohnerdichte des Landes Niedersachsen (Vergleichszahlen: Ostfriesland 148, Niedersachsen 168), jedoch unter dem bundesrepublikanischen Durchschnitt von 230 Einwohnern je km². Die einzelnen Mitgliedsgemeinden haben jedoch sehr unterschiedliche Besiedelungsdichten: Während Wirdum einen Wert von 69 Einwohnern je km² aufweist, liegt die Einwohnerdichte von 500 Einwohnern je km² im eng begrenzten Hauptort Marienhafe höher als in allen anderen ostfriesischen Kommunen, Städte wie Emden und Leer eingeschlossen. Überdurchschnittlich stark besiedelt sind auch die im Moor angelegten Streusiedlungen Leezdorf und Rechtsupweg, während neben Wirdum auch Upgant-Schott und Osteel aufgrund ihrer großen Gemarkungsflächen und eines hohen Anteils von Landwirtschaftsflächen unter dem Samtgemeindedurchschnitt liegen.

### Geologie und Böden
Das Gebiet der Samtgemeinde Brookmerland ist an der Oberfläche geologisch von Schichten des Pleistozäns und des Holozäns bestimmt. Die erdgeschichtlich älteren Teile des Pleistozäns sind die Geestgegenden im Nordosten des Gemeindegebietes, auf denen zum Teil holozäne Moorschichten aufliegen. Der Westen und der Süden des Gemeindegebietes liegen in der Marsch, ebenfalls eine holozäne Schicht.

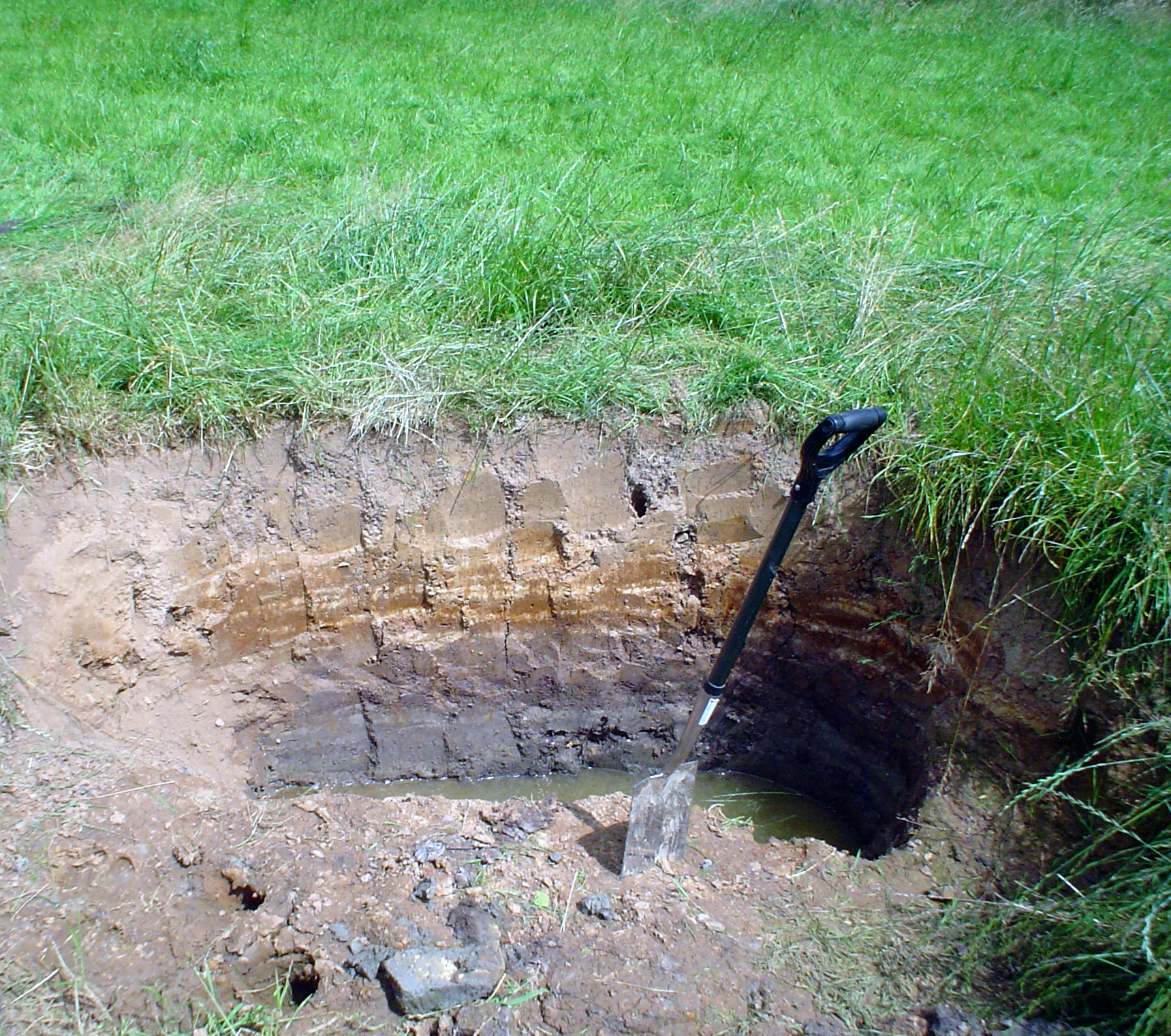
Typischer Gley-Boden

Das zentrale Gemeindegebiet um Marienhafe, Osteel, Upgant-Schott, Rechtsupweg und Leezdorf weist teils anmoorige Podsol- und Gley-Podsol-Böden in zumeist feuchter Lage auf. Die anmoorigen Gebiete sind nach Kultivierungsmaßnahmen inzwischen größtenteils abgetorft. Der weitere Untergrund besteht aus Sand, der teilweise schwach lehmig ist, oft über Lehm und Ton. Östlich von Leezdorf und Rechtsupweg schließen sich in geringerem Umfang Hochmoorböden sowie stark humose Böden auf mittlerweile abgetorften Flächen an. Westlich einer ungefähren Linie Osteel-Siegelsum befinden sich Marschböden. Dabei handelt es sich um zwei schmale Streifen von Knickmarschböden, die kalkfrei bis schwach kalkhaltig sind. Weiter westlich, im Bereich der früheren Leybucht, gibt es kalkreichere Seemarschböden. Der Süden des Gemeindegebietes um Wirdum besteht zum Großteil aus Seemarschböden, die nach der Eindeichung der Leybucht gewonnen wurden. Auch dort schließen im Osten schmale Streifen von Knickmarschböden an.

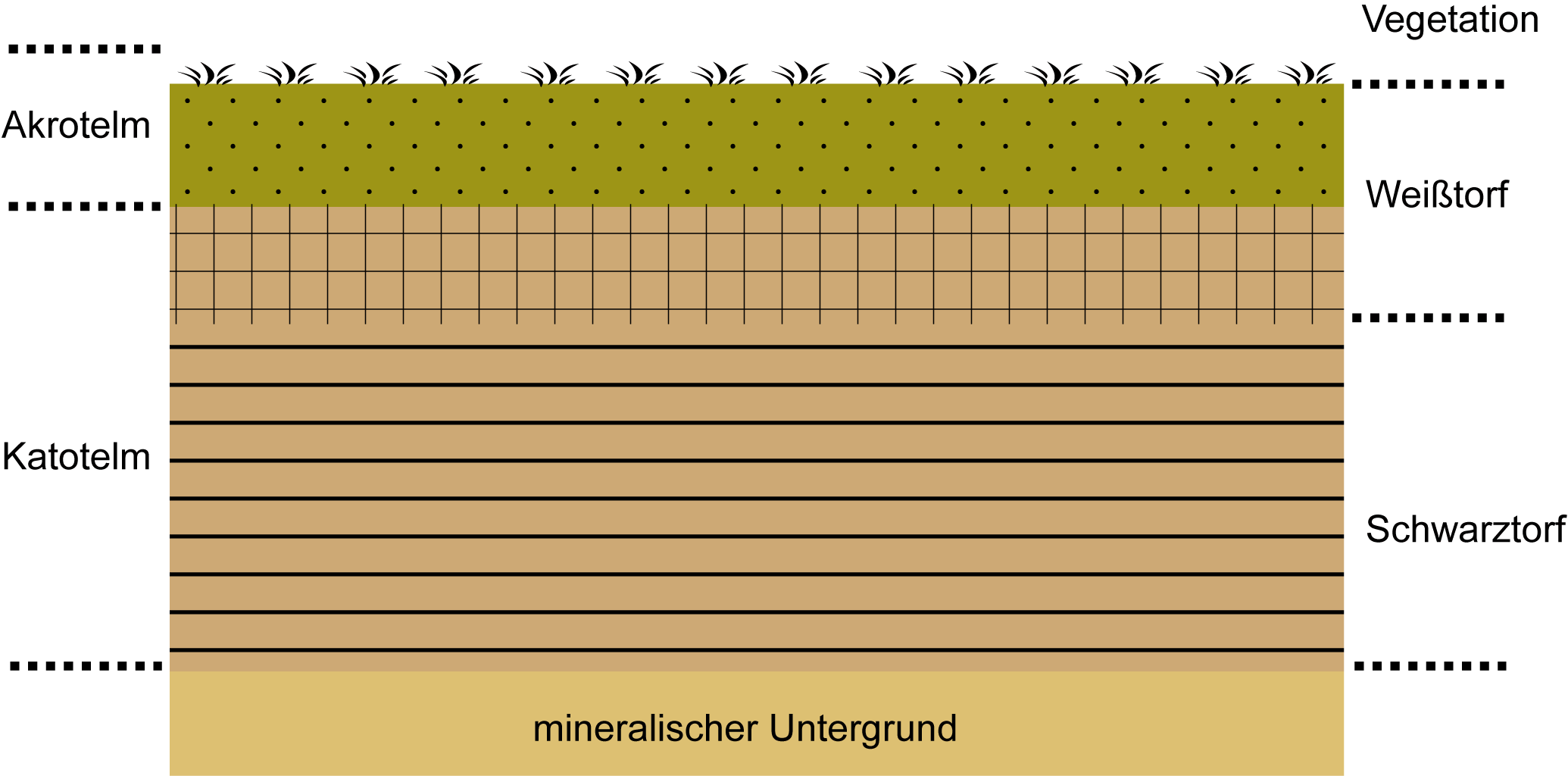
Torfschichten im Moor

Die kleinen Hochmoorflächen im Osten des Samtgemeindegebietes bestehen aus der höher liegenden Weißtorfschicht und einer Schwarztorfschicht darunter, die wiederum auf mineralischem Gestein aufliegt. Das Alter der ostfriesischen Hochmoore wird im Allgemeinen auf zirka 5000 Jahre geschätzt. Nachdem der leichtere Weißtorf abgeräumt war, wurde der Schwarztorf zu brikettähnlichen Quadern gepresst, die als Heizmaterial dienten. Die abgetorfte Fläche wurde später kultiviert, dazu waren verschiedene Bodenverbesserungsmaßnahmen erforderlich. Grundsätzlich eignen sich kultivierte Moorböden aufgrund ihrer Nährstoffarmut eher als Grünland.
Die Gley-Böden sind durch hohe Grundwasserstände gekennzeichnet. Ähnliches gilt für die Podsole in feuchter Lage, den Übergangsbildungen zum Gley. Auch sie müssen im Samtgemeindegebiet dräniert werden und werden zumeist als Grünland genutzt.
Seemarschböden haben einen hohen Kalkgehalt von vier bis zwölf Prozent, was für die ackerbauliche Nutzung von Belang ist. Da sie wesentlich aus Schlick bestehen, sind etwa sechs Prozent organische Substanzen. Hohe Grundwasserstände, besonders im Frühjahr und Herbst, machen eine Dränage durch zahlreiche Entwässerungsgräben (Schloote) erforderlich. Ein hoher Kalkgehalt im Boden erlaubt bessere landwirtschaftliche Erträge. Die jungen Seemarschböden haben zumeist eine hohe bis sehr hohe Bodenwertzahl. Die etwas küstenferneren Knick- und Brackmarschböden entstanden aus den feineren und deshalb dichteren Sedimenten, die in früheren Zeiten landeinwärts getrieben wurden. Aufgrund der höheren Dichte sind die tonigen Böden schwerer und weisen oft Staunässe auf. Zudem sind sie kalkärmer.
Die abgesackten Knick- und Brackmarschböden bei Wirdum und Siegelsum liegen unter Normalnull. Die höchstgelegenen Stellen sind die zum großen Teil abgetorften Hochmoorböden bei Leezdorf und Rechtsupweg bis etwa vier Meter über Normalnull.

### Gewässer
Westlich von Marienhafe liegt die „Quelle“ der Abelitz, eines mäandrierenden Flüsschens, das durch das Gemeindegebiet fließt und südlich von Wirdum in das Alte Greetsieler Sieltief mündet. Dieses entwässert über das Knockster Tief in die Ems. Die Abelitz wird bei Marienhafe aus mehreren Entwässerungsgräben, regional Schloot genannt, gespeist und nimmt in ihrem Verlauf weitere Schloote auf. Neben den Schlooten fließt der Abelitz die Maar zu, die ihren Ursprung in der Nachbargemeinde Südbrookmerland hat. Kurz vor der Einmündung in das Alte Greetsieler Sieltief nimmt die Abelitz noch den Abelitz-Moordorf-Kanal auf, der im Auricher Stadtteil Georgsfeld seinen Ursprung hat und teils kanalisiert durch das Südbrookmerland fließt. Die Abelitz entwässert somit einen Großteil der Samtgemeinde Brookmerland und der Gemeinde Südbrookmerland, wofür der I. Entwässerungsverband Emden mit Sitz im Krummhörner Hauptort Pewsum zuständig ist. Das Alte Greetsieler Sieltief fließt südlich von Wirdum durch das Gebiet der Samtgemeinde und nimmt das Wirdumer Tief auf, einen kurzen Kanal, der früher die Verkehrsanbindung von Wirdum per Boot in die Krummhörn und nach Emden sicherstellte.

### Flächennutzung
| Nutzung                            | Fläche in ha |
| ---------------------------------- | ------------ |
| Gebäude- und Freifläche            | 740          |
| davon Wohnfläche                   | 536          |
| davon Gewerbe- und Industriefläche | 33           |
| Betriebsfläche                     | 22           |
| davon Abbauflächen                 | 18           |
| Erholungsfläche                    | 61           |
| davon Grünanlage                   | 40           |
| Verkehrsfläche                     | 356          |
| davon Straße, Weg, Platz           | 340          |
| Landwirtschaftsfläche              | 6.284        |
| davon Moor                         | 8            |
| davon Heide                        | 1            |
| Wasserfläche                       | 176          |
| Waldfläche                         | 77           |
| Flächen anderer Nutzung            | 9            |
| davon Friedhöfe                    | 3            |
| davon Unland                       | 4            |
| Gesamtfläche                       | 7.725        |

Mit 81,34 Prozent liegt der Anteil der Landwirtschaftsflächen am Gesamtgebiet über dem ostfriesischen Durchschnitt von 75 Prozent, der seinerseits deutlich über dem bundesrepublikanischen Durchschnitt von 52 Prozent liegt. Neun Hektar dieser Fläche sind noch als ursprüngliche(s) Moor bzw. Heide zu bezeichnen. Der Löwenanteil der Landwirtschaftsflächen ist Grünland. Das Brookmerland ist nur wenig bewaldet – selbst innerhalb des waldarmen Ostfriesland, das im bundesrepublikanischen Vergleich eine extrem unterdurchschnittliche Waldfläche (etwa 2,5 Prozent) aufweist. Es gibt nur wenige kleinere aufgeforstete Flächen auf den Wilden Äckern östlich von Upgant-Schott sowie in den hochmoornahen Gebieten nordöstlich von Leezdorf und Rechtsupweg. Die Wasserflächen im Gebiet der Samtgemeinde sind, von wenigen kleinen Tümpeln und Kolken abgesehen, ausschließlich Tiefs, Kanäle und Entwässerungsgräben.

### Gliederung der Samtgemeinde
Die Samtgemeinde Brookmerland besteht aus sechs Mitgliedsgemeinden. Dies sind neben dem Hauptort und Verwaltungssitz Marienhafe die Gemeinden Leezdorf, Osteel, Rechtsupweg, Upgant-Schott und Wirdum. Daneben gibt es noch weitere Ortschaften, die zum Gebiet der jeweiligen Mitgliedsgemeinde gehören. Tjüche und Siegelsum bildeten bis kurz vor der Gemeindereform eigenständige Gemeinden und wurden nach Marienhafe beziehungsweise Upgant-Schott eingemeindet. Weitere kleinere Ortschaften und Wohnplätze, besonders in den Gemeinden Osteel und Wirdum, sind auf frühere Neuanlagen nach Eindeichungen zurückzuführen, so beispielsweise Osteeler Altendeich und Wirdumer Altendeich.

### Nachbargemeinden
Das Brookmerland grenzt im Norden und Nordwesten an die Stadt Norden, im Nordosten an die Samtgemeinde Hage, im Osten an die Gemeinde Großheide, im Südosten an die Gemeinde Südbrookmerland, im Südwesten an die Gemeinde Krummhörn und im äußersten Süden an die Gemeinde Hinte.

### Klima
Das Brookmerland liegt in der gemäßigten Klimazone, hauptsächlich im direkten Einfluss der Nordsee. Im Sommer sind die Tagestemperaturen tiefer, im Winter häufig höher als im weiteren Inland. Das Klima ist insgesamt von der mitteleuropäischen Westwindzone geprägt.
Nach der effektiven Klimaklassifikation von Köppen befindet sich die Samtgemeinde in der Einteilung Cfb. C steht für ein warm-gemäßigtes Klima, Cf für ein feucht-gemäßigtes Klima mit warmen Sommern b.
Die nächstgelegene Wetterstation auf dem ostfriesischen Festland befindet sich in Emden (siehe dort für weitere Informationen).

### Schutzgebiete
Im Gebiet der Samtgemeinde befindet sich ein Naturschutzgebiet. Es handelt sich dabei um den Bahnkolk Upgant-Schott im gleichnamigen Ortsteil, der aus einem zu Beginn des Ersten Weltkrieges durch Sandabbau entstandenen See sowie den angrenzenden Uferbereichen besteht. Das NSG ist 8,7 Hektar groß und steht seit 1973 unter Schutz. Seit 2007 ist der Niederungsbereich Bollandswater bei Siegelsum als Landschaftsschutzgebiet ausgewiesen (Größe: 17,3 Hektar). Hinzu kommen ein Tümpel am Schiffsleidingsweg in der Gemarkung Upgant-Schott und ein Teich in der Ortslage Upgant-Schott, die seit 1987 unter Schutz stehen, sowie Resthochmoorflächen in Leezdorf und Rechtsupweg (seit 1989), die allesamt als Naturdenkmäler ausgewiesen sind.

## Geschichte

### Ur- und Frühgeschichte
Funde aus ur- und frühgeschichtlicher Zeit sind im Gebiet der Samtgemeinde bislang nicht entdeckt worden. Auf dem Gebiet der unmittelbar an Leezdorf und Rechtsupweg anschließenden Ortschaft Berumerfehn, einer Moorkolonie in der Nachbargemeinde Großheide, wurde allerdings 2004 eine Keule entdeckt, deren Alter auf etwa 2700 v. Chr. geschätzt wird. Es handelt sich um eine etwa 70 Zentimeter lange Keule aus Eibenholz, die der Jungsteinzeit zugeordnet wird. Zumindest für den Geest- und Moorbereich im Übergang von der Samtgemeinde zur östlichen Nachbargemeinde ist damit die Anwesenheit von Menschen in diesem Zeitraum bestätigt.

### Mittelalter
Bis ins frühe Mittelalter war das Brookmerland weitgehend unbesiedelt und stellte eine natürliche Grenze zwischen dem Feder- und dem Emsgau (etwa das heutige Gebiet Emden/Hinte/Krummhörn) und den Gauen Norditi (Norderland) und Östringen dar. Auch kirchenhistorisch trennte diese Grenze den Herrschaftsbereich des Bistums Münster (Feder- und Emsgau) von dem des Erzbistums Bremen (Norderland und Östringen).
Bodenfunde deuten auf eine dünne Besiedlung in der Zeit um 800 hin, die spätestens ab 1100, möglicherweise bereits im 10./11. Jahrhundert zunahm. Das in den Urbaren des Klosters Werden genannte Cuppargent wurde als das heutige Upgant identifiziert, von dem angenommen wird, dass es bereits im 9. Jahrhundert entstand und das damit das älteste urkundlich erwähnte Dorf des Samtgemeindegebietes ist. Funde in Kirchen des südlichen Brookmerlands gibt es aus dem 11. und 12., aber auch schon aus dem 9./10. Jahrhundert, so in Wiegboldsbur, das als Uuibodasholta ebenfalls in den Werdener Urbaren genannt wird und der älteste urkundlich erwähnte Ort des Südbrookmerlands ist. Unter den Funden sind Tuchgewebe, ein Sarkophagdeckel und eine Randscherbe aus dieser Zeit. Nur grob datiert ist ein Keramikfund aus Upgant auf 700 bis 1000 n. Chr.
Da die Forscher sich einig sind, dass fast alle steinernen Kirchbauten hölzerne Vorgängerkirchen hatten, muss die Besiedlung des Raumes bereits vor dem Steinkirchenbau eingesetzt haben, der für das nördliche Brookmerland auf das 13. Jahrhundert datiert wird. Da zudem Kirchen erst gebaut wurden, nachdem sich genügend Siedler in einer Bauerschaft zusammengefunden hatten, kann die Besiedlung des Brookmerlands schon sehr viel früher angenommen werden als die ältesten Kirchen vermuten lassen. Das Brokmerland wurde von Siedlern aus der Marsch, vornehmlich entlang der Ems, urbar gemacht.
Die Siedlung in Reihendörfern ergab sich aus den geologischen Gegebenheiten, die die Siedler vorfanden. Im Brookmerland reichten damals die Hochmoore bis an den Geestrand heran. Um sie nutzbar zu machen, bauten die Siedler ihre Dörfer in Reihenform und entwässerten die Moore, indem sie parallele Entwässerungsgräben anlegten. Jeder Siedler hatte ein Anrecht auf einen Streifen Moor in einer vereinbarten Breite. Grundsätzlich unbegrenzt war die Länge des zu kolonisierenden Stück Moores, allerdings war sie schon aufgrund der zur Verfügung stehenden technischen Mittel begrenzt. Die Nutzung der Moore beschränkte sich deshalb zunächst auf die Randzonen. Das Ergebnis waren Reihendörfer mit ihren Upstreeken.

„Die Binnenkolonisation in Ostfriesland hat im 10./11. Jahrhundert in Form einer inselhaften Besiedlung eingesetzt. Im 12./13. Jahrhundert wird sie ihren Höhepunkt erreicht haben, um im 14. Jahrhundert langsam abzuklingen. Die Besiedlung hat sich also über einen Zeitraum von etwa vier Jahrhunderten erstreckt. Im Brookmerland als dem Einzugsbereich von Ems- und Federgau nahm sie aufgrund des dort vorherrschenden höheren Bevölkerungsdrucks einen schnelleren Verlauf, so daß hier mit einem weitgehenden Abschluß schon Ende des 13. Jahrhunderts gerechnet werden muß, ein Jahrhundert früher als im übrigen Untersuchungsgebiet [(süd-)östliches Ostfriesland].“

Die Brokmer wurden erstmals in der Östringer (Rasteder) Chronik von 1148 erwähnt, was darauf hindeutet, dass sie damals bereits eine gewisse Bedeutung hatten. Ab 1251 traten die Brokmänner als eigenständige Landesgemeinde Brookmerland auf. Sie gliederte sich zunächst in drei Mittelbezirke mit je zwei Hauptkirchen, Marienhafe und Engerhafe, Wiegsboldsbur und Burhafe (heute Einzelhöfe in der Victorburer-Marsch), Bedekaspel und Südwolde (Blaukirchen). Die Kirchenbezirke gehörten zum Bistum Münster. Hauptversammlungsort der Brokmannen war wohl zunächst die Kirche Wiegboldsbur.

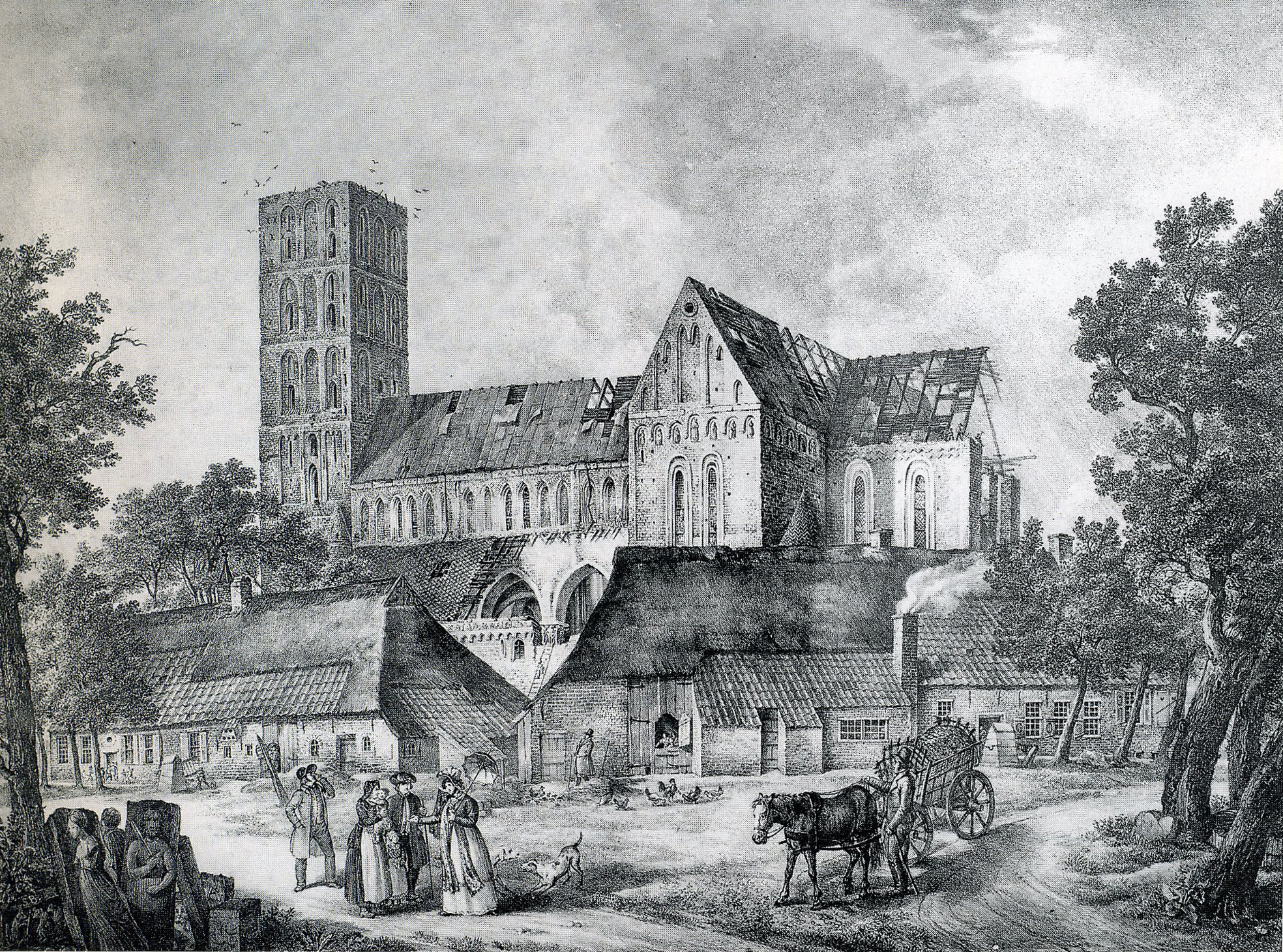
Die Kirche zu Marienhafe während des Abbruchs 1829

Im 13. Jahrhundert hatte das Brookmerland eine erste Blütezeit, in die der Bau der großen Kirchen fällt, von denen die (ehemals dreischiffige) Kirche Marienhafe die größte ist. Sie war damals die größte Kirche im nordwestdeutschen Raum und noch 1462 erteilte Papst Pius II. einen Ablass für den Besuch der Kirche, für die Schenkung von Einrichtungsgegenständen sowie für Geldspenden zur Erhaltung der Kirche curia beate Marie. Der Bischof von Münster würdigte die wachsende Bedeutung der Gegend, indem er sie Mitte des 13. Jahrhunderts zu einem eigenen Sprengel erhob. Zuvor gehörte sie zu den Dekanaten Uttum und Hinte.
Nach Ekkehard Wassermann fällt die Entstehung des Marktortes Marienhafe mit der Ausweitung der Leybucht durch Sturmfluten zusammen. Anders als frühere Autoren geht er davon aus, dass bereits die Sturmfluten des 12. Jahrhunderts einen Ausläufer schufen, der bis Marienhafe heranreichte und damit dem Flecken einen Zugang zur See für den Handel verschaffte. Darauf weise die Tatsache hin, dass es in Marienhafe kaum Bauern, wohl aber Gewerbetreibende gab. Auch der Bau der Kirche ab dem Jahre 1240 habe „die Ansammlung einer nicht unerheblichen Summe Geldes“ vorausgesetzt. Die Anbindung an die Leybucht und damit an die offene See datiert Wassermann „wahrscheinlich“ auf die Julianenflut 1164. Mit diesem Aufstieg Marienhafes ging nach Wassermann auch eine Verlagerung des politischen Zentrums aus dem heutigen Südbrookmerland (namentlich Wiegboldsbur) nach Marienhafe einher.
Um 1240 gründeten Prämonstratenser aus Steinfeld das Kloster Aland. Urkundlich wurde es erstmals 1255 als Nonnenkloster erwähnt und als Ripa beatae Maria Virginis oder prepositus de Insula bezeichnet. Die Leybucht reichte im Mittelalter bis an das Kloster heran. Möglicherweise wurde es von den Mündungsarmen eines Flusses umflossen, die es zur Insel machten. Nach der schweren Nordseesturmflut vom 1. Januar 1287 sollen dort 90 Ordensschwestern gelebt haben. Wirtschaftliche Basis des Klosters war sein Grundbesitz, der bis zu 400 Hektar umfasst haben soll. Diese Ländereien befanden sich in unmittelbarer Umgebung des Klosters. Daneben hatte der Konvent Besitzungen im benachbarten Uppigen und in Osteel.
Nach der Konsulatsverfassung wurden in den friesischen Landesgemeinden die Konsuln und Richter jeweils für ein Jahr vom Volk gewählt. Die besitzende Bevölkerung hatte damit die politische Führung und die Gerichtsbarkeit inne. Jährlich fanden Versammlungen der Vertreter der sieben friesischen Seelande statt. Der Upstalsboom ist eine noch bekannte Begegnungsstätte aus dieser Zeit. Das Brookmerland verfügte über eine eigene Gerichtsbarkeit und mit dem Brokmerbrief auch über eine eigene Verfassung. Dieser berichtet als ausführlichste friesische Rechtsquelle von der Landes- und Gerichtsverfassung des Brookmerlandes, dessen Recht auf dem Willen des zusammengetretenen Volkes beruhte.
Ende des 13. Jahrhunderts schloss sich das Auricherland dem Brokmerland an und bildete das vierte Viertel der Landesgemeinde. Nach dem Ende der Herrschaft der Häuptlingsfamilie tom Brok um 1450 trennte sich das Auricherland wieder vom Brokmerland.

### Häuptlingszeit

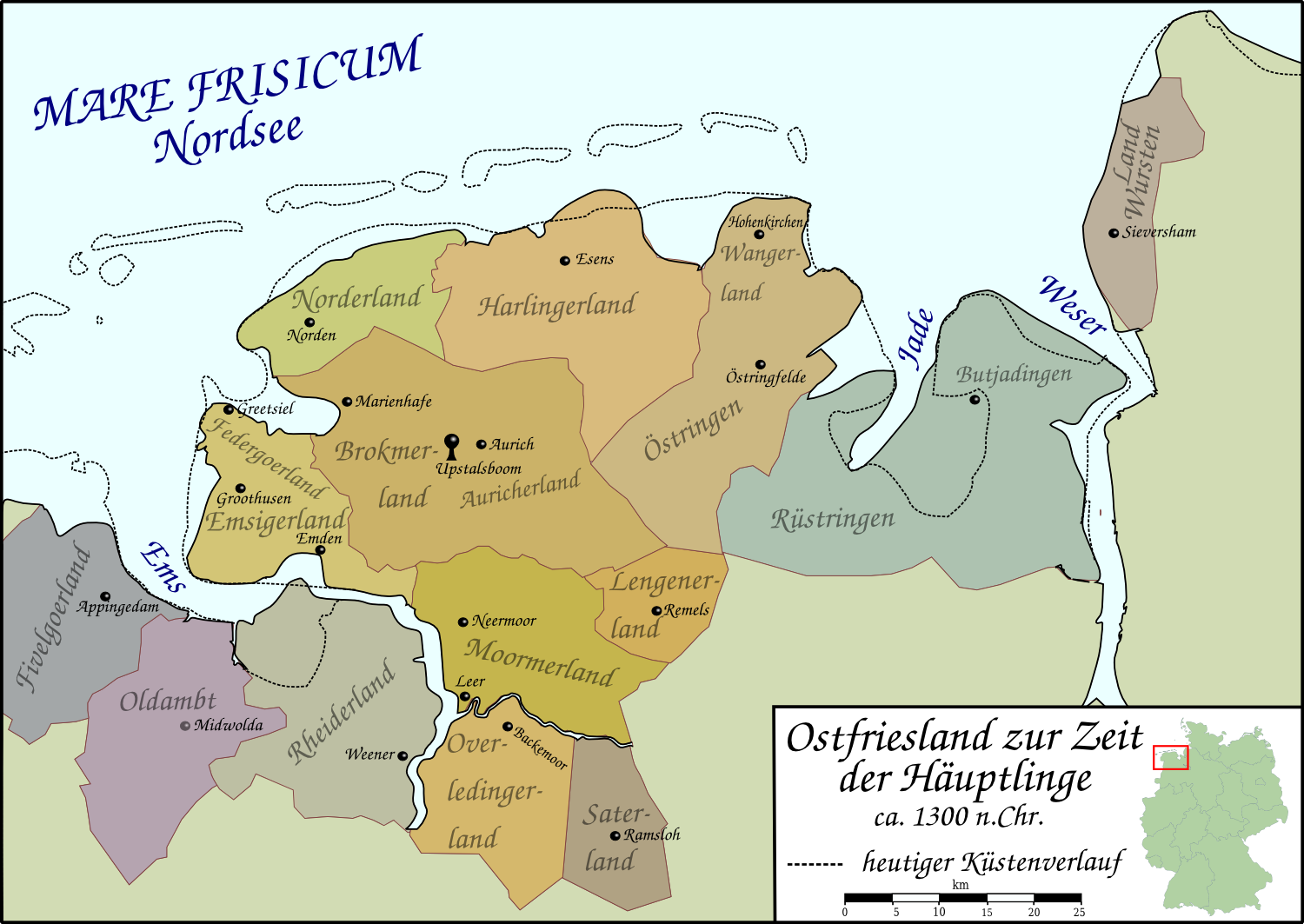
Das Brokmerland im Ostfriesland des 14. Jahrhunderts

Die Konsulatsverfassung hatte bis zur Mitte des 14. Jahrhunderts Bestand. Danach wurde sie nach und nach abgelöst, als mächtige Familien die Häuptlingswürde übernahmen. Im Brookmerland war es die Familie Kenesma, die in der zweiten Hälfte des 14. Jahrhunderts die Häuptlingswürde zugesprochen bekam. Danach benannte sie sich in tom Brok um und errichtete die Burg Brooke neben der schon bestehenden bischöflichen Burg in Oldeborg. Später errichteten die tom Brok in Aurich eine zweite Burg.
Der Hauptort Marienhafe entwickelte sich in dieser Zeit zu einem bedeutenden Handelsplatz. Nach schweren Sturmfluten 1374 und 1377 wurde er zum Seehafen. Damit bestand die Möglichkeit, Waren aus dem Brookmerland auf dem Wasserwege ins Münsterland zu transportieren. Die Wattflächen Leybucht und Kuipersand vor Marienhafe haben ihre Namen von der alten dreischiffigen Marienhafer Großkirche. Deren Dach war auf der Nordseite mit Kupfer (Kuiper = friesisch-niederländisch für Kupfer) und auf der Südseite mit Schiefer (Ley = altdeutsch für Schiefer) gedeckt, so dass die Kirche von See her durch den wechselnden Blick auf die Kupfer- und die Schieferseite für Eingeweihte einen Hinweis auf die auch bei Niedrigwasser befahrbar bleibenden Priele und sonstigen Wasserflächen gab. Ohne dieses Wissen waren der Ort und sein tideabhängiger Hafen von See her praktisch uneinnehmbar.

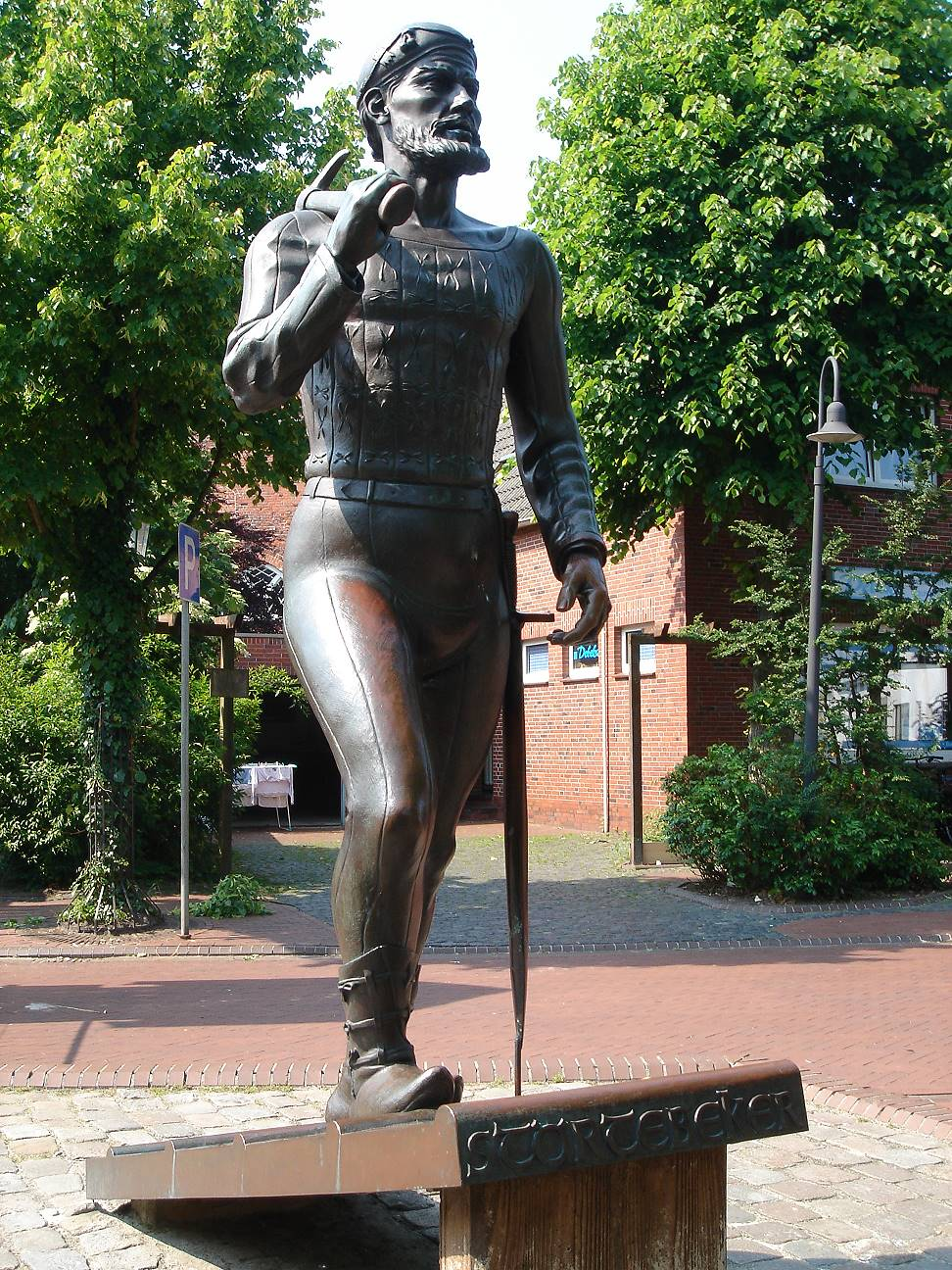
Klaus-Störtebeker-Denkmal

Im ausgehenden 14. Jahrhundert fanden die Likedeeler genannten Seeräuber Unterschlupf in Marienhafe. Ob sich der berühmt-berüchtigte Klaus Störtebeker auch darunter befand, ist nicht urkundlich nachzuweisen. Widzel tom Brok hatte den damals noch jungen Hafen den Likedeelern oder Vitalienbrüdern geöffnet. Diese nutzten den Ort als Schutz, zum Stapeln der geraubten Waren und auch für deren Absatz. Dafür revanchierten sie sich beim Kampf der Häuptlinge des Brookmerlandes um die Vorherrschaft in Ostfriesland. Dies wurde schließlich durch mehrere Strafexpeditionen der Hansestadt Hamburg unterbunden, die sie gegen die Seeräuber und die mit ihnen sympathisierenden Häuptlinge unternahmen. Dabei wurde Marienhafe aufgrund seines sicheren Hafens vor der Zerstörung bewahrt. Faldern und Larrelt bei Emden sowie andere ostfriesische Bauten wurden dagegen geschleift.

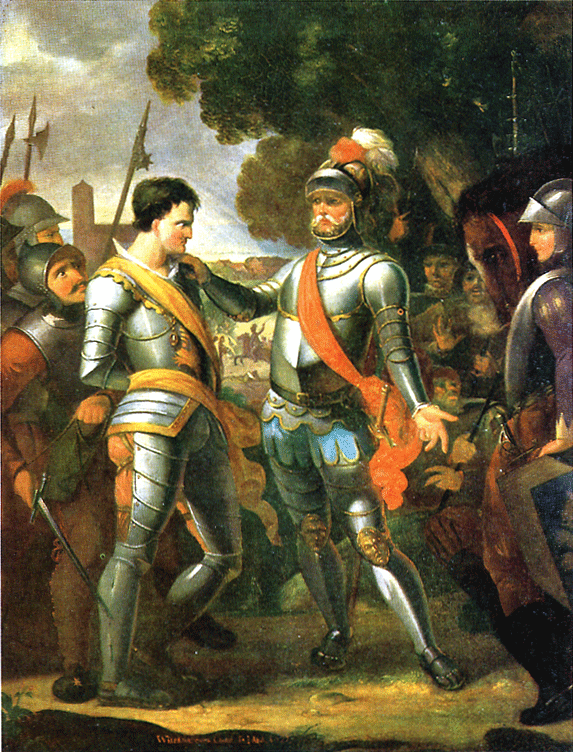
Ocko tom Brok wird nach der Schlacht auf den Wilden Äckern gefangen vor Focko Ukena geführt. Romantisierendes Historiengemälde von Tjarko Meyer Cramer, 1803

Die tom Brok hatten zunächst mit Erfolg versucht, eine Landesherrschaft über die Frieslande diesseits und jenseits der Ems zu errichten. Ocko II. erbte schließlich derart große Herrschaftsgebiete, dass er sich Häuptling von Ostfriesland nennen konnte. In der Folgezeit kam es jedoch zwischen Focko Ukena und Ocko tom Brok zu Streitigkeiten, die in offene Kriegshandlungen ausuferten. Nach einem ersten Sieg Ukenas über Ocko II. bei Detern 1426 verband sich Focko mit dem Bischof von Münster und zahlreichen ostfriesischen Häuptlingen gegen den auf das Brokmerland zurückgezogenen Ocko und schlug ihn am 28. Oktober auf den Wilden Äckern bei Upgant-Schott endgültig. Er wurde nach Leer verbracht und blieb vier Jahre lang inhaftiert. 1435 verstarb er machtlos als Letzter seines Geschlechts in Norden.
Die nachfolgende Herrschaft Focko Ukenas im Brookmerland blieb nur ein kurzfristiges Intermezzo. Nachdem das Volk gerade dem Joch der tom Brok entkommen war, fühlten sich viele von den neuen Machthabern verraten, da diese wie die tom Brok die friesische Freiheit zu verraten schienen. Nach der Eroberung von Oldersum und Aurich schlossen die ostfriesischen Landesverbände und die kleineren Häuptlinge am 14. November 1430 unter Führung des Häuptlings Edzard Cirksena aus Greetsiel den Freiheitsbund der Sieben Ostfrieslande. Um 1440 wurden die Cirksena Richter und Vormünder, Häuptlinge des Brookmerlandes und des Auricherlandes und traten dort nach dem Zwischenspiel der Ukena die Erbfolge der tom Brok an. Sie mussten jedoch Rücksicht auf die Gemeindefreiheit und das Landesrecht nehmen. Die Landesgemeinden hatten sich neu konstituiert. So gab es wieder ein Brookmerland, ein Auricherland und im Südwesten des Auricherlandes ein eigenes Süderland (Bangstede, Ochtelbur, Riepe und Simonswolde).

### Unter den Cirksena (1464–1744)
Als die Cirksena 1464 in den Reichsgrafenstand erhoben wurden, machten sie die von ihren Burgen beherrschten Bereiche zu Ämtern: das Brookmerland gehörte wie das Auricherland fortan zum Amt Aurich und bestand aus der Nordbrookmer Vogtei mit Osteel, Marienhafe und Siegelsum und der Südbrookmer Vogtei mit den Kirchspielen Engerhafe, Victorbur, Wiegboldsbur, Bedekaspel und Forlitz-Blaukirchen. Diese Teilung besteht noch heute mit der Samtgemeinde Brookmerland einerseits und der Gemeinde Südbrookmerland andererseits.

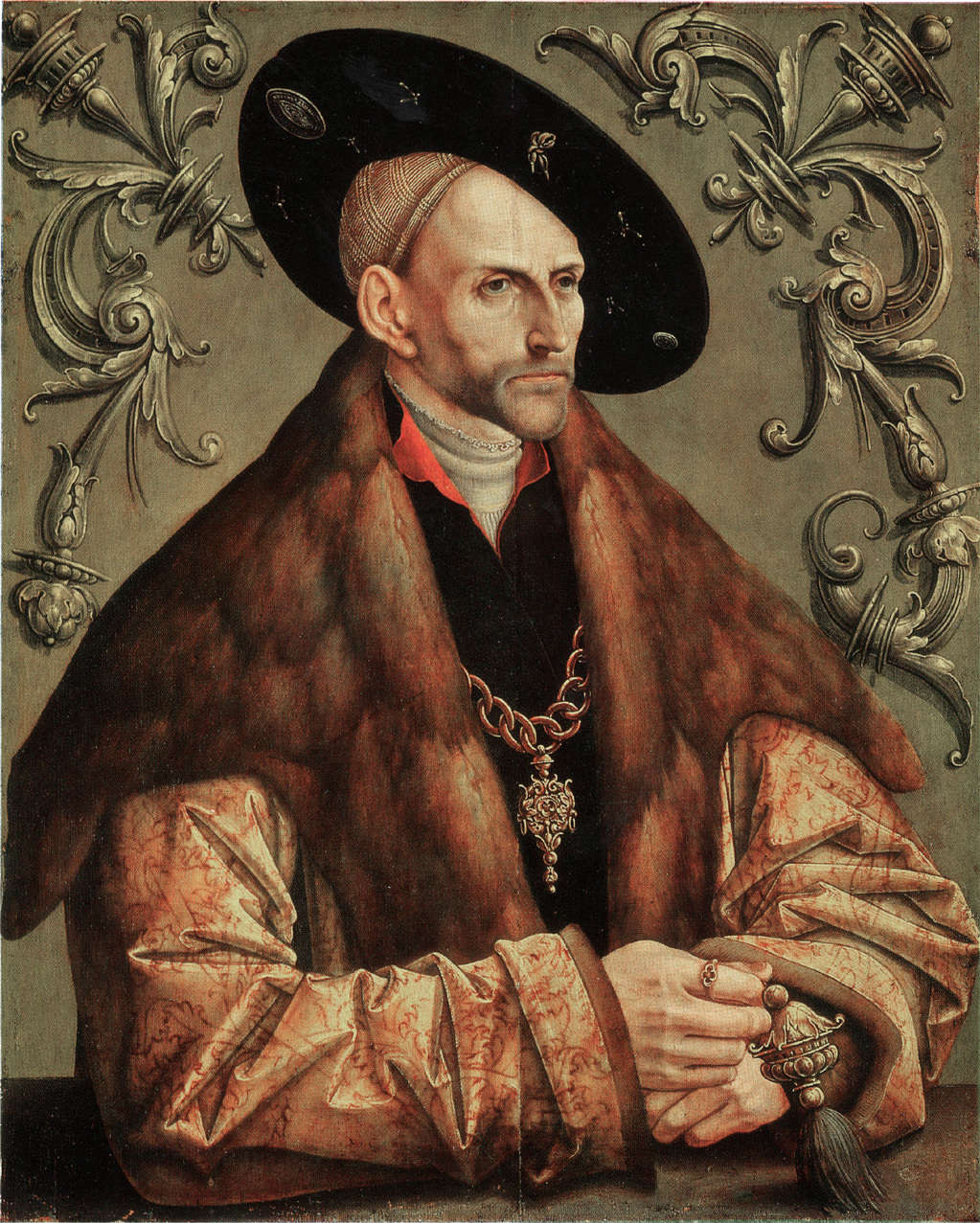
Unter Graf Edzard dem Großen (Gemälde um 1520/30 von Jacob Cornelisz. van Oostsanen) begann die planmäßige Eindeichung der Leybucht.

1498 begann auf Befehl des Grafen Edzard der Große die planmäßige Eindeichung von Teilen der Leybucht. Dabei wurde von Wirdum aus in Richtung Marienhafe ein Deich angelegt, der sowohl den großen südlichen Ausläufer der Leybucht als auch den Meeresarm bei Marienhafe von der See abschnitt. Eine Sturmflut machte das Werk jedoch noch im selben Jahr wieder zunichte. Erst unter der Regentschaft der Gräfin Anna wurde ein erneuter Versuch unternommen, die Deichlinie noch weiter seewärts angelegt und so das Wirdumer Neuland eingedeicht. Den Zuwachs beanspruchte das Grafenhaus; es entstanden dort Domänen, die an siedlungswillige Bauern verpachtet wurden. 1585 wurde auch das Osteeler Neuland eingedeicht, die letzte Einpolderung auf dem heutigen Gemeindegebiet. Durch die Eindeichung des Wirdumer Neulands verkürzten sich einzelne Wege erheblich. So war nach der Trockenlegung die Passage aus Richtung Norden/Marienhafe über Wirdum nach Emden oder um die Rest-Leybucht herum nach Greetsiel schneller möglich als zuvor.
Bedeutend für die ostfriesische Kirchengeschichte war das Religionsgespräch, zu dem Gräfin Anna am 10. Mai 1552 auf Veranlassung der Emder Prediger Gellius Faber und Hermann Brassius nach Wirdum lud. Dort sollte der Streit mehrerer Norder Pastoren um die Auslegung des Abendmahls beigelegt werden. Zwei von ihnen, Wilhelm Lemsius und Johann Forstius, folgten mehr der lutherischen, während Adolph Fusipedius der reformierten Anschauung zuneigte. Alle drei kamen deshalb in Wirdum mit Faber und Brassius zusammen. Ergebnis des Gesprächs war die Formula Wirumana, die unter maßgeblicher Federführung Fabers entstand. Sie lautet: „Wir bekennen, laut der Schrifft, dass Christus, unser Herr, wahrer Gott und Mensch, bey dem Abendmahl ist, und krefftiglich da wirdet, und andeuth und gibt uns seinen wahren Leib und Blut, und kein anderes, denn dasselbe, das am Galgen des Kreutzes geopffert ist, mit allen den Gaben, die er damit verdienet hat, welche dennoch anders nicht können nützlich zur Seeligkeit empfangen und geniessen, denn durch den Glauben.“ Weiter heißt es: „Die aber mit unbußfertigen hertzen und unglauben, das würdige Sacrament geniessen und dazu gehen, die machen sich schuldig an dem Leibe und Blute des Herrn, und essen ihnen selbst das Gericht, damit dass sie nicht unterscheiden den Leib des Herrn.“ Ein dauerhafter Erfolg war ihr nicht beschieden. Ostfriesland spaltete sich in der Folge in einen reformierten Westen und einen lutherischen Osten.

### Unter preußischer Herrschaft (1744–1806/15)

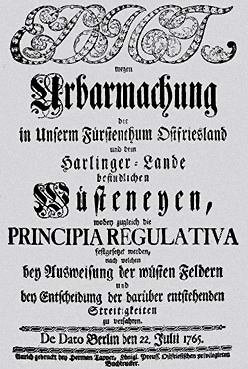
Urbarmachungsedikt

Als der letzte Fürst von Ostfriesland kinderlos starb, kam das Fürstentum durch eine Exspektanz 1744 an Preußen. Der preußische König Friedrich II. hatte aus fiskalischen Gründen großes Interesse am weiteren Landesausbau in seiner neuen Provinz. Dazu wurden neue Polder eingedeicht und nach Verabschiedung des Urbarmachungsedikts 1765 rund 80 neue Moorkolonien in Ostfriesland besiedelt. Eine davon war Rechtsupweg, wo sich seit 1771 Neusiedler aufhielten. Etwas älteren Datums ist die benachbarte Moorkolonie Leezdorf. Ein erster Siedler namens Johann Hinrichs ist schon für das Jahr 1706 bezeugt; er siedelte sich an der Leetze an, einem Wasserlauf, der aus dem Moor in Richtung Osteel floss. Es dauerte allerdings bis 1756, ehe weitere Menschen in die neue Kolonie vordrangen. Auf Geheiß Friedrichs wurde Leezdorf 1767 als Dorf anerkannt. Die Einwohnerzahl in den neuen Moorkolonien nahm in den folgenden Jahrzehnten deutlich zu. So gab es in Leezdorf im Jahre 1810 bereits 146 Bewohner. Da sich die Siedler nicht, wie es in Fehnsiedlungen der Fall war, an geplanten und eigens gegrabenen Kanälen niederließen, sondern die Besiedlung ungeplant verlief, blieben Leezdorf und auch Rechtsupweg bis ins mittlere/späte 20. Jahrhundert hinein ausgeprägte Streusiedlungen. Erst spät nach dem Zweiten Weltkrieg entstanden Dorfmittelpunkte.
Landwirtschaftliche Grundlage der Moorkolonien war die Moorbrandkultur. Dabei wurden im Sommer kleine Gräben angelegt, um ein Stückchen Moor zu entwässern. Im Herbst wurde das Moor in Schollen gehackt, die im Winter durchfroren und im darauffolgenden Frühjahr geeggt wurden. Im späten Frühjahr zündeten die Kolonisten die derart bearbeiteten Moorflächen an und legten Samen von zumeist Buchweizen, einem Knöterichgewächs, in die Asche. Buchweizen wächst sehr schnell, konnte bereits nach wenigen Wochen geerntet werden und wurde im Anschluss daran verarbeitet. Angebaut wurden auch Kartoffeln, Roggen und Hafer. Der Moorboden war durch diese Form der Bearbeitung allerdings nach einigen Jahren ausgelaugt, so dass die Erträge sanken. Leezdorf und Rechtsupweg teilten daher das Schicksal vieler weiterer ostfriesischer Moorkolonien jener Tage: Die Dörfer verarmten, wie es im benachbarten Südbrookmerland auch in Moordorf geschah.
Der Marktflecken Marienhafe war in der Mitte des 18. Jahrhunderts der wirtschaftliche Mittelpunkt des nördlichen Brookmerlands. Darauf weist eine Statistik der Berufsgruppen aus dem Jahr 1769 hin. Demnach wurden im Flecken „lediglich drei Landwirte und 14 Tagelöhner, aber elf Weber, zehn Schuster, acht Schneider, sechs Zimmerleute, fünf Bäcker, fünf Kaufleute, drei Böttcher, zwei Drechsler, zwei Schmiede und jeweils ein Sattler, Grützemacher, Rossmüller, Krüger, Brauer, Fuhrmann, Glasmacher, Rademacher“ verzeichnet, darüber hinaus ein Chirurg, der gleichzeitig der Vogt des Fleckens war.

### Hannoversche Zeit und Kaiserreich (1815–1918)
Marienhafe zählte um 1820 insgesamt 408 Einwohner, Siegelsum 192, die Moorkolonie Neu-Siegelsum 85, Tjüche 118, Upgant und Schott zusammen 795, Wirdum 613 und Rechtsupweg 297. Besonders in den Poldergegenden im östlichen und südlichen Teil des Brookmerlands gab es darüber hinaus viele Höfe, so zählte Wirdumer Neuland um jene Zeit 83 Einwohner. Das heutige Samtgemeindegebiet war in hannoverscher Zeit auf drei Ämter aufgeteilt: Während Wirdum und Umgebung zum Greetsieler und Osteel zum Norder Amt gehörten, gehörte der restliche Teil des Gebiets zum Amt Aurich.
In den 1840er-Jahren begann in Ostfriesland der Bau steinerner Chausseen. Das Brookmerland wurde 1848 an dieses Straßennetz angeschlossen, als die Chaussee aus Richtung Aurich und Emden über Georgsheil in Richtung Norden fertiggestellt war. Sie war der Vorläufer der Bundesstraße 72.
Während Marienhafe im 19. Jahrhundert seinen Charakter als Versorgungsort für das Umland behielt, waren die umliegenden Dörfer weiterhin deutlich von der Landwirtschaft geprägt. Dies galt sowohl für die Moorkolonien als auch für den alten Geestort Osteel: 1867 kamen auf 1306 Einwohner 285 Pferde, 974 Stück Rindvieh und 770 Schafe. Eine Familie hatte durchschnittlich drei Kühe, zwei Schafe und ein Pferd. In den Moorkolonien waren die wirtschaftlichen Verhältnisse deutlich bescheidener: Im selben Jahr verzeichnete Leezdorf 500 Einwohner mit 50 Pferden, 199 Stück Rindvieh und 209 Schafe. Auf zwei Familien kam nicht einmal ein Pferd, eine Familie hatte durchschnittlich nicht einmal zwei Kühe oder Schafe.
Im Jahr 1869 wurde der Ort Leezdorf auf Wunsch der Einwohner von der Muttergemeinde Osteel abgetrennt und bildet seither eine eigenständige Gemeinde. Als die preußische Regierung 1885 die alte Ämterstruktur zugunsten von Landkreisen abschaffte, wurde das Brookmerland dem Landkreis Norden zugeschlagen.
Der Bau der Küstenbahn 1883 bedeutete den Eisenbahnanschluss. Haltestellen wurden in Marienhafe und Osteel angelegt. Erst 1892 gab es von Marienhafe aus eine Straßenverbindung über Rechtsupweg in Richtung Moorhusen. Der Moorthunweg, die Verbindung von Osteel nach Leezdorf, wurde 1907/08 als Landstraße ausgebaut. Damit erhielt die Moorkolonie mehr als 100 Jahre nach ihrer Gründung und 60 Jahre später als Marienhafe, Osteel und Upgant-Schott ebenfalls eine gepflasterte Straße. Andere Wege im Ort wie in Rechtsupweg blieben noch jahrzehntelang unbefestigt.

### Weimarer Republik und Nationalsozialismus
Die Sozialdemokraten spielten in den Anfangsjahren der Weimarer Republik in den einzelnen Ortschaften eine wichtige Rolle. Spätestens seit 1928 liefen ihnen allerdings, wie in vielen anderen Gemeinden Ostfrieslands, die Nationalsozialisten den Rang ab. Wie im gesamten Nordwesten Niedersachsens erhielt in der Weimarer Republik die Landvolkbewegung Auftrieb, nachdem sich 1927 eine Missernte ereignet und die Bauern zusehends in Existenznöte gebracht hatte. Durch die Konzentration auf Mengen statt auf Qualität waren die Probleme jedoch zum Teil auch hausgemacht. Wie auch in anderen Landesteilen flatterte die schwarze Fahne, Symbol der Schwarzen Schar des Florian Geyer im Bauernkrieg, als Zeichen des Protests. Die Nationalsozialisten mit ihrer Blut-und-Boden-Ideologie sahen sich als ideale Sachwalter der Nöte der Landwirte und fanden in vielen Gemeinden entsprechenden Zulauf. In Leezdorf votierten im März 1933 drei Viertel der Einwohner für die NSDAP. Anders sah es hingegen im Marschendorf Wirdum mit einem hohen Anteil an Landarbeitern aus, die traditionell die linken Parteien SPD und KPD wählten: Hier errangen die Sozialdemokraten allein bei der Reichstagswahl 1928 die absolute Mehrheit der Stimmen, und noch bei der Reichstagswahl im März 1933 kamen SPD und KPD zusammen auf exakt das gleiche Stimmergebnis wie die extrem rechten Parteien NSDAP und DNVP zusammen: jeweils 48,5 Prozent.
Die Bauern im Samtgemeindegebiet wurden im Reichsnährstand gleichgeschaltet. Die Verabschiedung des Reichserbhofgesetzes stieß bei vielen Bauern auf Proteste, da sie sich in ihrer wirtschaftlichen Entscheidungsfreiheit beschränkt sahen. In den Moorkolonien wie Leezdorf und Rechtsupweg kam hinzu, dass die landwirtschaftlichen Grundstücke oft zu klein waren, um eine Vollbauernstelle darzustellen. Das Verbot, Erbhöfe zu veräußern, traf somit diejenigen Betriebe an der unteren Größenbegrenzung eines Erbhofes von 7,5 Hektar ganz besonders. Obwohl es viele richterliche Urteile zugunsten der klagenden Kleinbauern gab, blieb der Anteil der Erbhofbauern in der Region dennoch über dem Reichsdurchschnitt.
Juden hatten sich in den vergangenen Jahrhunderten im Flecken Marienhafe niedergelassen, wo sie als Gewerbetreibende ausreichende Verdienstmöglichkeiten fanden. 1925 betrug ihr Anteil an der Bevölkerung vier Prozent. Noch bei der Kommunalwahl im März 1933 hatte es ein jüdischer Bürger mit der Liste Schönthal geschafft, in den Gemeinderat gewählt zu werden. Er wurde nach Protesten allerdings zum Rücktritt gezwungen. Nach der Machtergreifung sahen sich Juden auch in Marienhafe Verfolgungen ausgesetzt und mussten ihre Betriebe verkaufen. Sie kamen alle während der NS-Zeit in Konzentrationslagern um oder starben auf der Flucht.
Im Zweiten Weltkrieg errichtete die Organisation Todt bei Osterupgant ein Ausweichlager für ausgebombte Familien aus Emden. Das Lager hatte etwas Komfort; die Baracken verfügten unter anderem über eigene Gemüsegärten zur Selbstverpflegung. Während des Krieges wurde das Gebiet nur wenig von Kriegshandlungen betroffen. Leezdorf wurde durch einige Bombenabwürfe getroffen. Im Dezember 1941 stürzten dort zwei Flugzeuge ab. In den einzelnen Orten gab es mehrere Kriegsgefangenenlager, deren Insassen nahezu komplett in der Landwirtschaft eingesetzt wurden. Noch kurz vor Kriegsende wurden im Raum Marienhafe Panzersperren errichtet. Die Einwohner erreichten jedoch mit Protesten, dass sie wieder abgerissen wurden und der Ort Anfang Mai 1945 kampflos an die heranrückenden alliierten Truppen (Kanadier und Polen) übergeben werden konnte. Nach Kriegsende diente ganz Ostfriesland nördlich des Ems-Jade-Kanals, also auch das Brookmerland, als Internierungsgebiet für deutsche Soldaten. Allein in Leezdorf waren kurzfristig etwa 1700 Soldaten interniert, die dort in Zelten und auf Höfen untergebracht waren. Gegen Ende 1945 wurden die meisten von ihnen entlassen.

### Nachkriegszeit
In den Jahren nach 1945 nahmen die Orte des heutigen Samtgemeindegebietes Flüchtlinge aus den Ostgebieten des Deutschen Reiches auf. Die Zahl schwankte stark: In der Moorkolonie Leezdorf mit ihren ohnehin sehr beengten Wohnverhältnissen waren es 1946 lediglich 9,2 und 1950 7,5 Prozent. In der anderen Moorkolonie Rechtsupweg lagen die Zahlen mit 6,8 Prozent (1946) und 8,1 Prozent (1950) ebenfalls sehr niedrig. Im Flecken Marienhafe hingegen waren es 25,7 und 27,2 Prozent. Der Marschenort Wirdum, in einem landwirtschaftlich sehr produktiven Gebiet gelegen, verzeichnete 1946 einen Flüchtlingsanteil von 22,2 und vier Jahre später von 22,8 Prozent an der Gesamtbevölkerung.

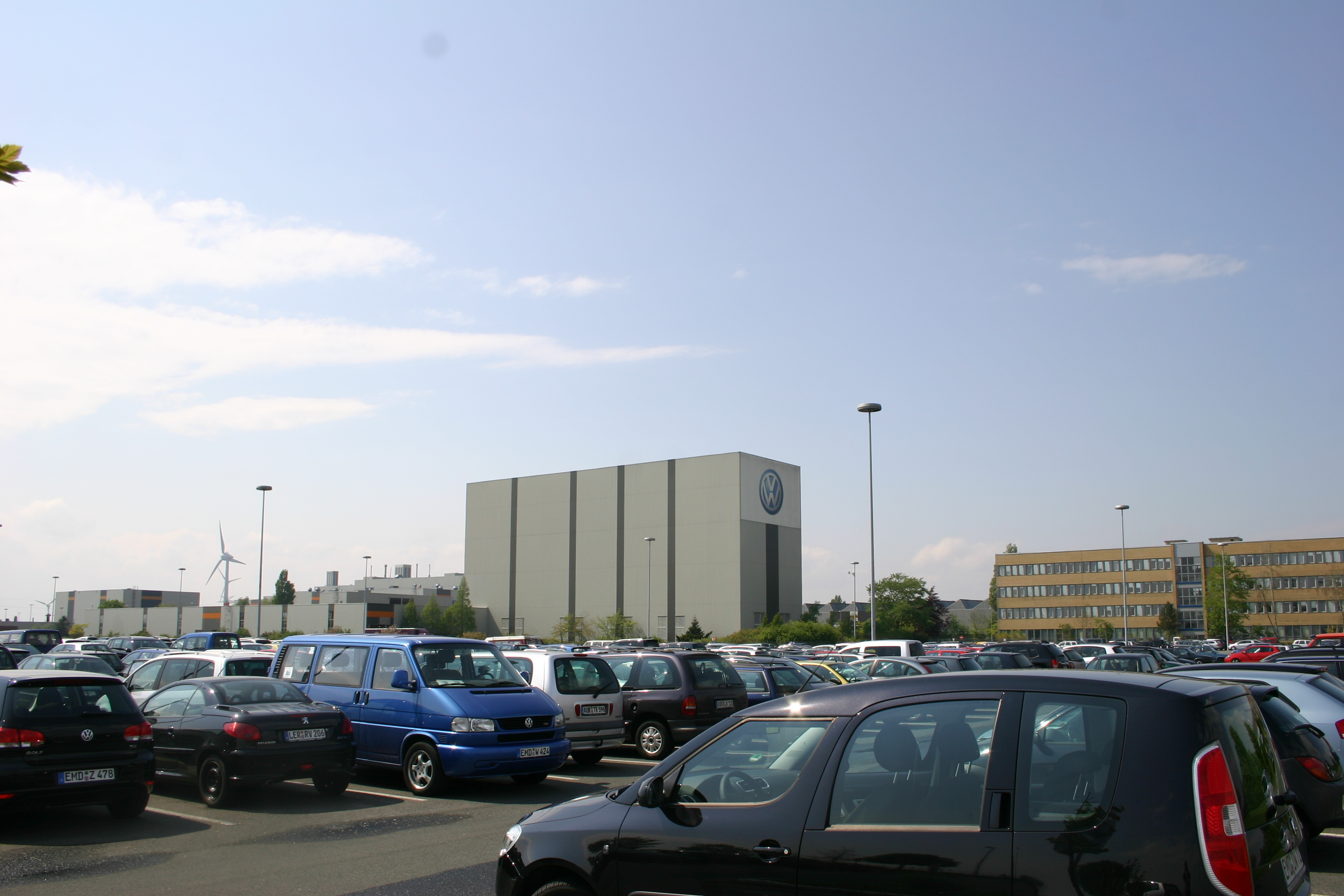
Ein Ziel der Pendler aus dem Brookmerland: das Emder VW-Werk

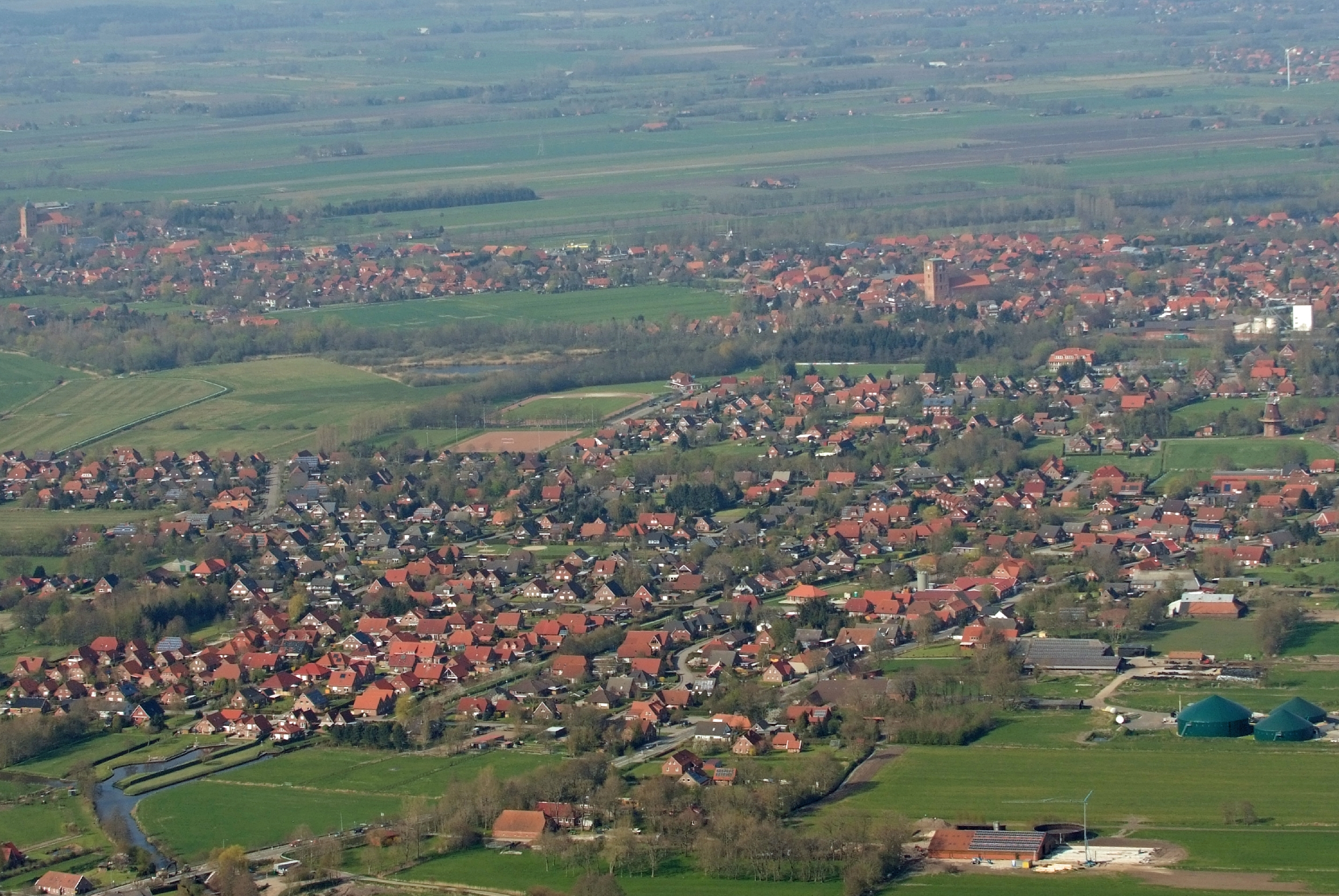
Überblick über Teile von Upgant-Schott (Vordergrund), Marienhafe (re. Hintergrund, rund um den Kirchturm) und Osteel (li. Hintergrund, rund um den Kirchturm)

Die zunehmende Mechanisierung in der Landwirtschaft führte in den folgenden Jahrzehnten dazu, dass immer mehr Menschen Arbeit in anderen Branchen suchten, was im industrie- und gewerbearmen Brookmerland zumeist Pendeln bedeutete. In Leezdorf waren beispielsweise noch 1950 68 Prozent aller Erwerbstätigen in der Landwirtschaft tätig, nur drei Prozent pendelten zu einem Arbeitsplatz außerhalb des Ortes. Zehn Jahre später wurden bereits mehr Auspendler als Beschäftigte in der Landwirtschaft gezählt (47 zu 42 Prozent). Ziel der Auspendler war neben der Kreisstadt Norden auch Emden: Die damalige Großwerft Nordseewerke zog viele Arbeitskräfte aus dem Umland an, seit 1964 auch das Volkswagenwerk Emden, das noch heute eine große Bedeutung als Arbeitgeber für das Brookmerland hat. Bezeichnenderweise führten noch vor der Eröffnung anderer Linien die ersten regelmäßigen Buslinien von Leezdorf als Werksverkehr nach Emden.
Die Samtgemeinde Brookmerland wurde am 1. August 1969 gegründet und bestand zunächst aus sieben Mitgliedsgemeinden. 1971 stieß als achte Wirdum hinzu. Um den Status als Samtgemeinde aufrechterhalten zu können, wurde es notwendig, dass die beiden Kleinst-Gemeinden Tjüche und Siegelsum sich größeren Gemeinden anschlossen. Tjüche kam 1972 zu Marienhafe, Siegelsum im selben Jahr zu Upgant-Schott. Seither besteht die Samtgemeinde Brookmerland aus sechs Mitgliedsgemeinden. Gemeinsam mit den anderen Kommunen des Landkreises Norden kam das Brookmerland im Zuge der Kreisreform in Niedersachsen 1977 zum Landkreis Aurich.
Seit den 1950er- und 1960er-Jahren wurde die Infrastruktur der Ortschaften stark ausgebaut. Wege wurden asphaltiert und verbreitert, weite Teile des Samtgemeindegebiets nach und nach an die Kanalisation angeschlossen. Die Bundesstraße (damals B 70, heute nach Umbenennung B 72) erhielt 1978 eine Ortsumgehung, die auf einem Damm um Marienhafe herumgeführt wird. Dadurch wurde der bis dahin stark vom Durchgangsverkehr in Richtung Küste betroffene Ortskern entlastet.
Ausgebaut wurde in den vergangenen Jahrzehnten auch die Infrastruktur im kulturellen und sportlichen Bereich. Die Samtgemeinde hat darüber hinaus den Tourismus als zusätzliches Standbein entdeckt, was 2006 in der Ernennung Marienhafes zum Staatlich anerkannten Erholungsort gipfelte.

### Entwicklung des Gemeindenamens
Das Gebiet der Gemeinde liegt auf einem Teil der historischen Region Brookmerland, deren Bezeichnung von dem altfriesischen Wort brōk stammt, das für eine moorige Bruchlandschaft steht, die früher kaum besiedelt war. Diese zog sich vom Westrand des Ostfriesischen Geestrückens von der Ley (Norder Tief) bis zur Flumm (Fehntjer Tief) hin und war von einer Reihe von flachen Binnenseen, vom Großen Meer bis zum Sandwater, durchsetzt. Dazu kommt ein zu mer verschliffenes mann mit dem Herkunftsanhängsel er. Brookmerland bedeutet also nichts anderes als „Land der Mannen aus dem Moor“.

## Politik

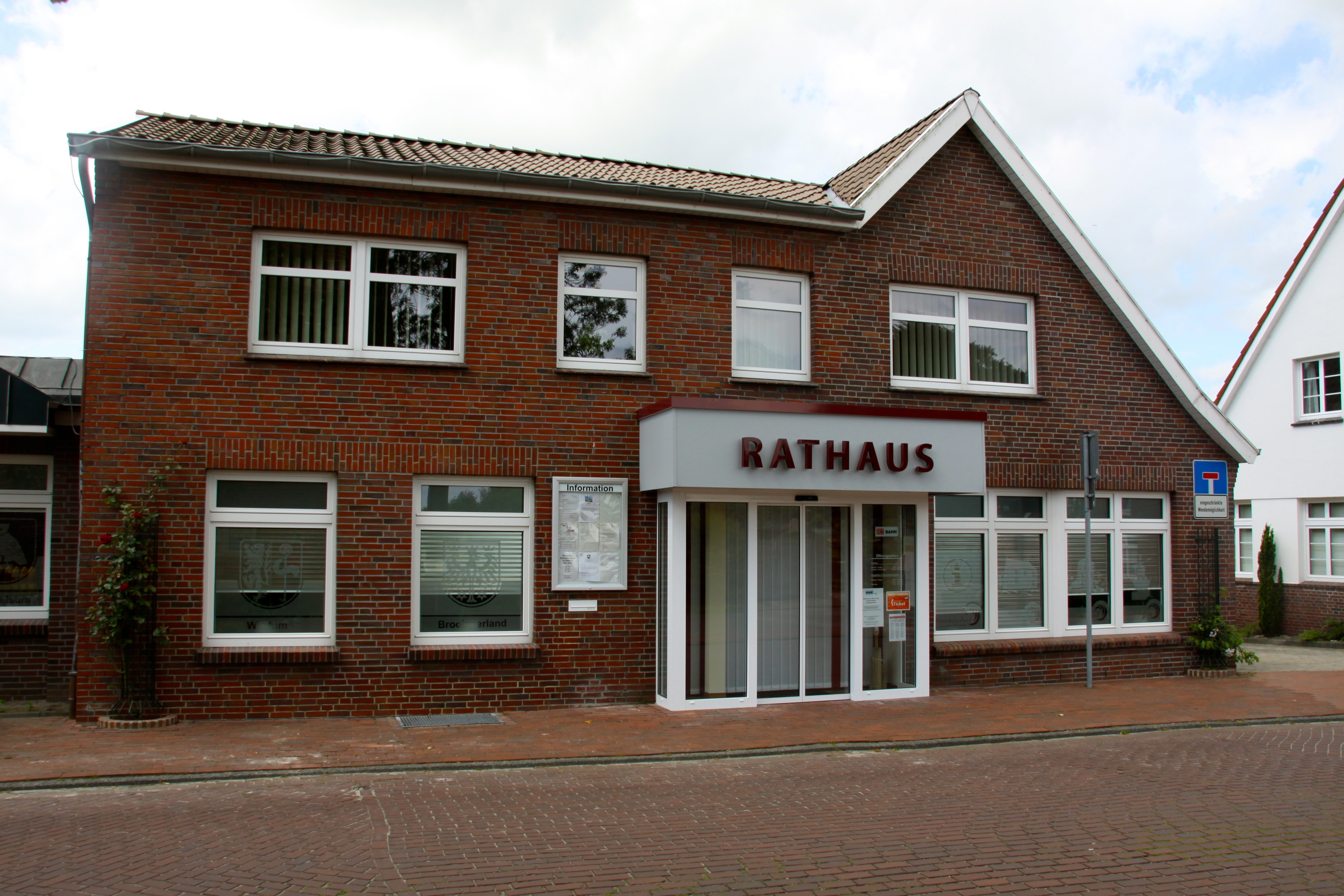
Das Rathaus der Samtgemeinde Brookmerland in Marienhafe

Ostfriesland ist in seiner Gesamtheit eine traditionelle Hochburg der SPD. Innerhalb dieser Region gehört der Altkreis Norden, zu dem auch das Brookmerland gehört, neben Emden zu den Landstrichen, in denen die Sozialdemokratie seit mehreren Jahrzehnten am deutlichsten verwurzelt ist. Besonders für die Marschgebiete gilt dies bereits seit der Weimarer Republik, teils auch schon länger.
Bereits bei der Bundestagswahl 1949 erreichte die SPD in sieben der damals acht Gemeinden des Samtgemeindegebiets die Mehrheit, lediglich in Siegelsum lag die rechtsgerichtete Deutsche Partei vorne. In Rechtsupweg, Upgant-Schott und Osteel errangen die Sozialdemokraten zwischen 40 und 50 Prozent, in Leezdorf, Marienhafe, Tjüche und Wirdum zwischen 30 und 40 Prozent der Stimmen. Die CDU, die in Ostfriesland erst spät organisatorisch Fuß fasste, lag lediglich in Osteel und Tjüche zwischen zehn und zwanzig Prozent und kam in allen anderen Gemeinden nicht über zehn Prozent hinaus. Bei der Bundestagswahl 1953 errang sie immerhin im vom Handel geprägten Hauptort Marienhafe die relative Mehrheit, in allen anderen Gemeinden erhielt die SPD die relative oder sogar absolute Mehrheit der Stimmen. In den folgenden anderthalb Jahrzehnten konnte die CDU zwar aufholen, jedoch nie mit der SPD gleichziehen. Bei der Bundestagswahl 1969 erreichten die Christdemokraten in Leezdorf, Marienhafe und Siegelsum eine absolute Mehrheit, in den anderen Ortsteilen dominierte weiterhin die SPD. Bei der „Willy-Brandt-Wahl“ 1972 errangen die Sozialdemokraten ihr bis dahin bestes Ergebnis und holten in Marienhafe die relative, in allen anderen Ortsteilen die absolute Mehrheit der Stimmen, wobei die Mehrheit mit Ausnahme von Siegelsum in den übrigen Ortsteilen bei mehr als 60 Prozent der Stimmen lag.
Wie bei den Bundestagswahlen stellte die SPD in den Landtagswahlkreisen, zu denen das Brookmerland jeweils gehörte, stets den direkt gewählten Abgeordneten. Auch auf Landkreisebene und auf kommunaler Ebene ist das Brookmerland für gewöhnlich eine Hochburg der SPD. Lediglich in einzelnen Gemeinderäten in den Mitgliedsgemeinden ist sie weniger dominant vertreten, auf Samtgemeindeebene erreichte sie auch bei der jüngsten Kommunalwahl im September 2011 wieder die absolute Mehrheit der Stimmen.
Zurückzuführen ist dies nicht zuletzt auf einen hohen Anteil von Auspendlern im Brookmerland, die als Arbeiter im Emder Volkswagenwerk beschäftigt und in hohem Maße gewerkschaftlich organisiert sind. Dies bemerkte bereits T. Schmidt in seiner Untersuchung über das Wahlverhalten bei Bundestagswahlen bis 1972.
Im Jahr 2009 begann im Brookmerland eine Debatte über die Zusammenführung der sechs Mitgliedsgemeinden der Samtgemeinde zu einer Einheitsgemeinde.

### Samtgemeinderat
Der Rat der Samtgemeinde Brookmerland besteht aus 30 Ratsfrauen und Ratsherren. Hinzu kommt als stimmberechtigtes Mitglied kraft Amtes der Samtgemeindebürgermeister, derzeit Gerhard Ihmels (SPD). Im Rat sind drei Parteien und zwei Wählergemeinschaften vertreten. Die 30 Ratsmitglieder werden durch eine Kommunalwahl für jeweils fünf Jahre gewählt. Die aktuelle Amtszeit begann am 1. November 2016 und endet am 31. Oktober 2021.
Die letzte Kommunalwahl vom 12. September 2021 ergab das folgende Ergebnis:
| Partei                                   | Prozent | Sitze  |
| ---------------------------------------- | ------- | ------ |
| SPD                                      | 39,67 % | 12     |
| CDU                                      | 13,80 % | 4      |
| BWG                                      | 14,36 % | 4      |
| Bündnis 90/Die Grünen                    | 6,62 %  | 2      |
| Soziale Einheitsliste Brookmerland (SEB) | 2,67 %  | 1      |
| MOIN                                     | 8,76 %  | 3      |
| BfB                                      | 12,10 % | 4      |
| Bürgermeister                            |         | 1 Sitz |

Die Wahlbeteiligung bei der Kommunalwahl 20121lag mit 56,56 % unter dem niedersächsischen Durchschnitt von 57,1 %.
Da die Samtgemeinde Brookmerland aus sechs Mitgliedsgemeinden besteht, gibt es dort keine Ortsräte wie in vielen Einheitsgemeinden. Die rein örtlichen Funktion, die die Ortsräte in Einheitsgemeinden innehaben, werden von den Mitgliedsgemeinden übernommen. Zu den Wahlergebnissen in den Mitgliedsgemeinden siehe die Artikel über die Mitgliedsgemeinden. Die Samtgemeinde verfügt über den Verwaltungsapparat, der nicht nur die im NKomVG sowie der Hauptsatzung festgelegten Aufgaben, sondern auch die Verwaltungsgeschäfte für die Mitgliedsgemeinden übernimmt. Die Mitgliedsgemeinden haben – mit Ausnahme der Gemeinde Wirdum – demzufolge keine eigene Verwaltung.

### Samtgemeindebürgermeister
Hauptamtlicher Samtgemeindebürgermeister der Samtgemeinde Brookmerland ist Gerhard Ihmels (SPD). Bei der Samtgemeindebürgermeisterwahl 2021 musste er in einer Stichwahl noch einmal gegen die Einzelbewerberin Ida Bienhoff-Topp antreten, die er für sich entschied.
Bei der Samtgemeindebürgermeisterwahl am 25. Mai 2014 kandidierte der bisherige Amtsinhaber Ihmels ohne Gegenkandidaten erneut und wurde mit 84,03 % der Stimmen wiedergewählt. Die Wahlbeteiligung lag bei 42,65 %. Ihmels trat seine weitere Amtszeit am 1. November 2014 an. Im Mai 2021 kündigte Ihmels an, sich bei den turnusmäßigen Wahlen im September des gleichen Jahres erneut dem Votum der Einwohnerschaft zu stellen und für eine weitere Amtszeit kandidieren zu wollen. Im ersten Wahlgang konnte sich keiner der Kandidaten mit der erforderlichen Mehrheit durchsetzen. Den zweiten Wahlgang entschied Ihmels für sich.

### Vertreter in Landtag und Bundestag
Im Niedersächsischen Landtag (Legislaturperiode bis 2027) sind zwei Abgeordnete aus dem Wahlkreis 86 Aurich (Aurich, Südbrookmerland, Ihlow, Großefehn, Brookmerland, Großheide) vertreten. Bei der letzten Landtagswahl in Niedersachsen vom 9. Oktober 2022 gewann der Auricher Sozialdemokrat Wiard Siebels das Direktmandat mit 44,7 % der Stimmen. Über die Landesliste der CDU zog Saskia Buschmann in den Landtag ein.
Das Brookmerland zählt zum Bundestagswahlkreis Aurich – Emden. Dieser umfasst die Stadt Emden und den Landkreis Aurich. Bei der Bundestagswahl 2025 wurde der Sozialdemokrat Johann Saathoff direkt wiedergewählt. Über Listenplätze der Parteien zog kein Kandidat der Parteien aus dem Wahlkreis in den Bundestag ein.

### Wappen
|                                      | Wappen der Samtgemeinde Brookmerland |
| Wappen von Samtgemeinde Brookmerland | Blasonierung: „In Blau einen goldenen, auf Haupt und Flügelachsen golden gekrönten und rotbezungten Adler, im Schildfuß zwischen Schwanz und Fängen begleitet von zwei goldenen sechszackigen Sporenrädern.“ |
| Wappen von Samtgemeinde Brookmerland | Wappenbegründung: Sowohl die Sporenräder als auch die Farben Blau und Gelb symbolisieren die Zugehörigkeit des Brookmerlandes zum früheren Landkreis Norden. Blau und Gelb sind die Farben der Stadt Norden. Die Sporenräder sind ein Motiv des dortigen Wappens, das aus dem Wappen der bis in das 15. Jahrhundert in Norden vorherrschenden Häuptlingsfamilie Idzinga übernommen wurde. |

### Partnerschaften
Partnerstadt der Gemeinde ist Melksham, eine kleine Handelsstadt in England (23.000 Einwohner) an den Ufern des River Avon im Westen von Wiltshire.

## Religion
Das Brookmerland ist überwiegend lutherisch geprägt, befindet sich aber am Übergang zur deutlich reformiert geprägten Krummhörn. Die fünf lutherischen Kirchen in Marienhafe, Osteel, Leezdorf, Rechtsupweg und Siegelsum gehören seit 2013 zum Kirchenkreis Norden (vorher: Kirchenkreis Emden). Die Kirchengemeinde in Wirdum hingegen ist reformiert. Daneben gibt es in Marienhafe seit 1929 und in Leezdorf seit 1934 noch eine Neuapostolische Gemeinde. Deren Kirchen wurden 1994 bzw. 1980 geweiht.

## Kultur und Sehenswürdigkeiten

### Kirchen und Orgeln

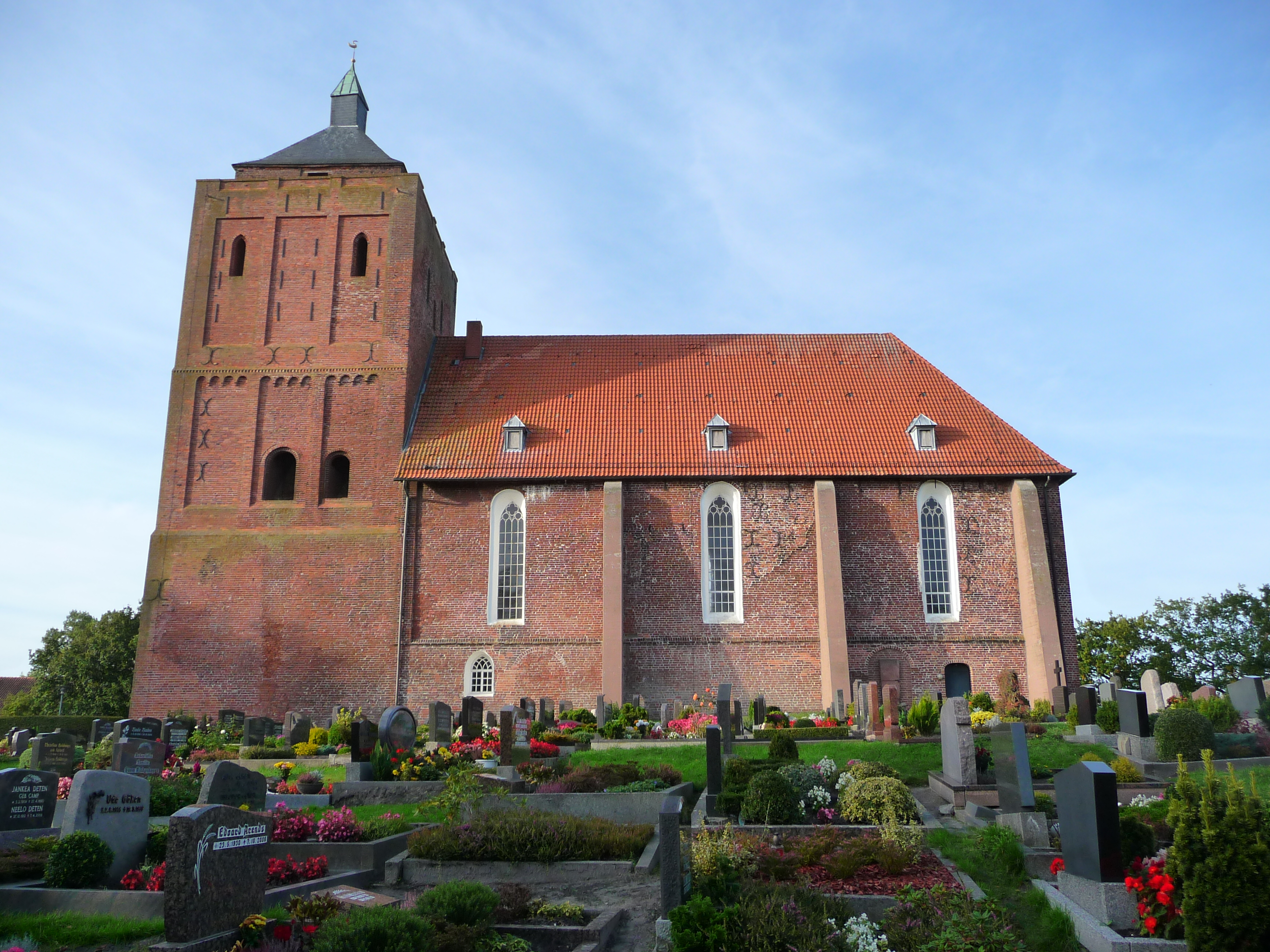
Südansicht der Osteeler Warnfried-Kirche

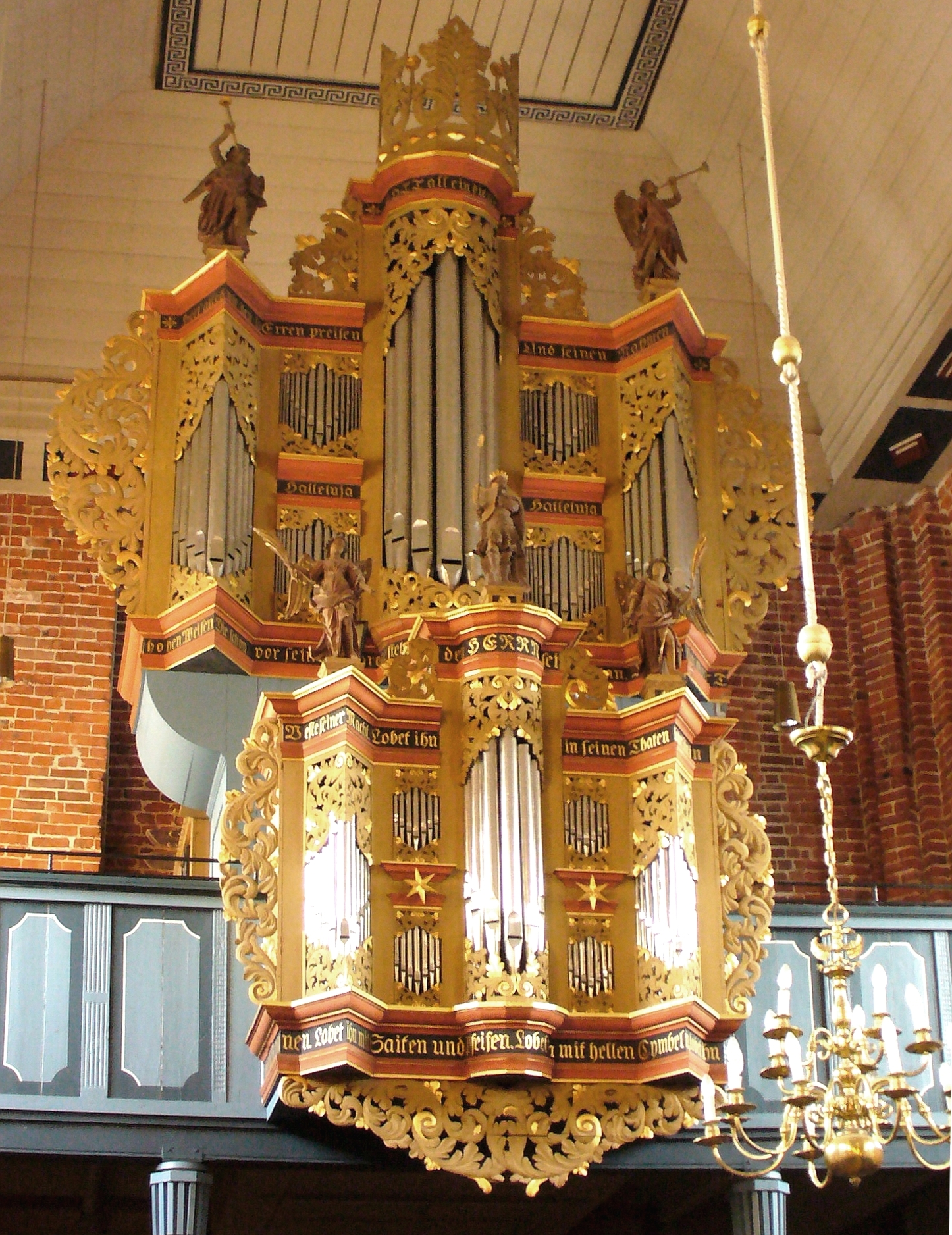
Holy-Orgel in Marienhafe (1713)

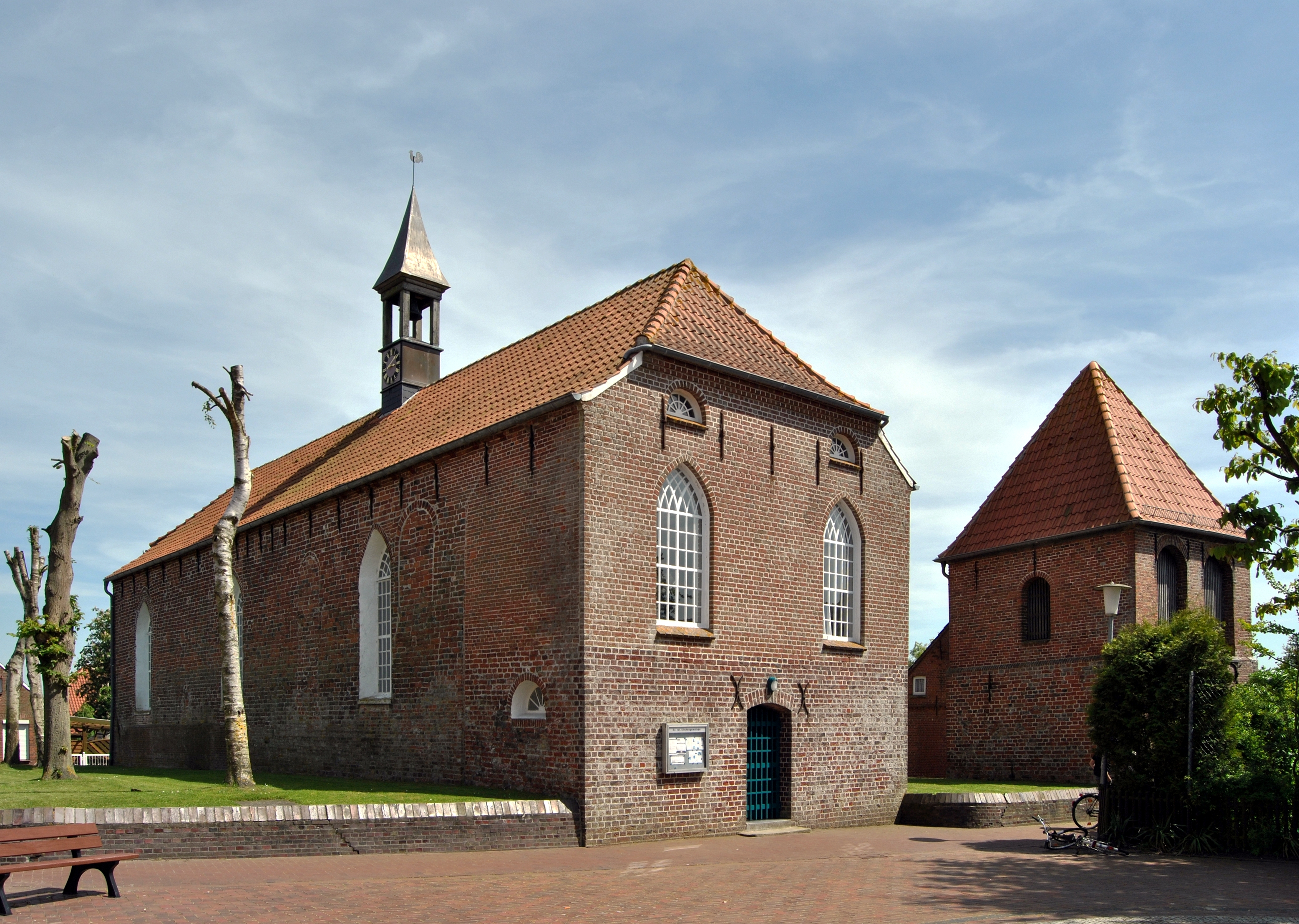
Blick von Nordwesten auf die Wirdumer Kirche

Von den vier historischen Kirchen in Brookmerland ist die St.-Marien-Kirche die älteste und bedeutendste. Die ehemalige Sendkirche wurde Mitte des 13. Jahrhunderts im Stil der französischen Frühgotik errichtet und war bis zu ihrem Teilabriss im Jahr 1829 die größte Kirche im Küstengebiet der Nordsee. Der Turm mit seinen kleinen rundbogigen Blendnischen und Schallarkaden diente als Seezeichen und wurde nach Klaus Störtebeker benannt, der hier Ende des 14. Jahrhunderts Unterschlupf fand. Von der ehemaligen dreischiffigen basilikalen Anlage mit Querschiff und sechsgeschossigem Turm blieben als Torso das verkürzte und erniedrigte Hauptschiff und der Turm mit vier Geschossen erhalten. Die auf diese Weise geschaffene rechteckige Einraumkirche wird statt der ursprünglichen Gewölbe heute mit einer hölzernen Voutendecke abgeschlossen. Einst schmückten eine reiche bildhauerische Bauplastik mit Fabelwesen und Ungeheuern in 48 Nischen Chor und Querschiff und 200 Sandsteinreliefs die Traufe rund um die Kirche, deren Überreste im Turmmuseum aufbewahrt werden. Die Langseiten werden in drei Felder gegliedert, in die je zwei spitzbogige Fenster eingearbeitet sind, während die Ostmauer durch Blendfenster verziert wird. Im Inneren finden sich stark profilierte Wandpfeiler und oberhalb der Fenster ein Obergaden. Zur Innenausstattung gehören das romanische Taufbecken aus Bentheimer Sandstein (Beginn des 13. Jh.) und die Barockkanzel aus der Cröpelin-Werkstatt (1669). Die barocke Orgel von Gerhard von Holy (1710–1713) ist ein Kulturdenkmal von europäischer Bedeutung. Das zweimanualige Werk verfügt über 20 Register und ist weitgehend erhalten.
Die Warnfried-Kirche in Osteel stammt ebenfalls aus dem 13. Jahrhundert, orientierte sich architektonisch an der Marienhafer Kirche und teilte auch deren Schicksal: Von der ursprünglichen Kreuzkirche mit Querschiff und Chor blieb nach einem Teilabbruch im Jahr 1830 nur das verkürzte Langschiff; der sechsgeschossige Turm wurde auf die Hälfte abgetragen. Wie auch in Marienhafe befand sich in den zweischaligen Mauern ursprünglich ein Laufgang, während außen in 47 Nischen Statuen angebracht waren. Wertvollstes Ausstattungsstück ist die Renaissance-Orgel aus dem Jahr 1619, für die Edo Evers Teile des alten Gehäuses und einige Register verwendete, die aus seinem Neubau der Norder Orgel übrig geblieben waren. Das Instrument von europäischem Rang ist die zweitälteste Orgel in Ostfriesland. Die 13 Register sind nahezu vollständig original erhalten. Aus dem Jahr 1699 datiert die Kanzel von Egbert Harmens Smit, über der ein Schalldeckel mit hohem Aufbau und reich geranktem Schnitzwerk angebracht ist. Eine Grabplatte um 1700 erinnert an das Wirken des Pastors und Astronomen David Fabricius. Aus dieser Zeit stammen auch weitere Ausstattungsgegenstände wie das Gestühl, der Altartisch und die südlichen Priechen.
Die Wirdumer Kirche wurde um 1300 von Mönchen als Filialkirche des Klosters Aland erbaut. Über rechteckigem Grundriss erhebt sich der schlichte romanische Einraum-Saal. Die spitzbogigen Fenster in der Ostseite sind original, während an den Langseiten neue Fenster eingebrochen und die ursprünglichen Portale vermauert wurden. Im frei stehenden Glockenturm hängt eine Bronzeglocke aus dem Jahr 1581. Der Innenraum wurde im 18. Jahrhundert eingreifend umgestaltet: eine hölzerne Voutendecke eingezogen, die Westempore eingebaut und im Osten der Lettner errichtet, auf dem die Orgel ihren Platz gefunden hat. Johann Reil aus dem niederländischen Heede schuf das Instrument im Jahr 1969 mit zehn Registern. Der Innenraum wird durch die Kanzel von Hinrich Cröpelin aus dem Jahr 1699 dominiert. Der mächtige Schalldeckel ist mit Rankenwerk und der Kanzelkorb mit gedrehten Säulen, geflügelten Engelköpfen und geschnitzten Blumengehängen reich geschmückt. Eine Besonderheit stellt der Laufgang dar, der wie die gesamte Kanzel mit geschnitzten und in Gold gefassten Spruchbändern versehen ist.
Die Siegelsumer Kirche wurde im Jahr 1822 neu errichtet, nachdem der Vorgängerbau aus dem 13. Jahrhundert im Dreißigjährigen Krieg Schaden genommen hatte und immer baufälliger geworden war. Die kleine Saalkirche wird an den Langseiten durch einen Pilaster in zwei Felder gegliedert und durch ein Satteldach abgeschlossen. Im 15. Jahrhundert entstand der mächtige Westturm mit seinem spätgotischen Kielbogenportal. Er dient zugleich als Glockenstuhl und als Eingang in den schlicht gestalteten Innenraum. Ältester Einrichtungsgegenstand ist die Renaissance-Kanzel von 1613. Der Bildhauer Ockels aus Leer gestaltete im Jahr 1887/88 den Altar mit einer Kreuzigungsszene. Im Jahr 1845 schuf Arnold Rohlfs eine kleine seitenspielige Brüstungsorgel mit sechs Registern, die weitgehend erhalten ist. Pfeifenattrappen im seitlichen Rankenwerk lassen das Instrument größer erscheinen.

### Profanbauwerke

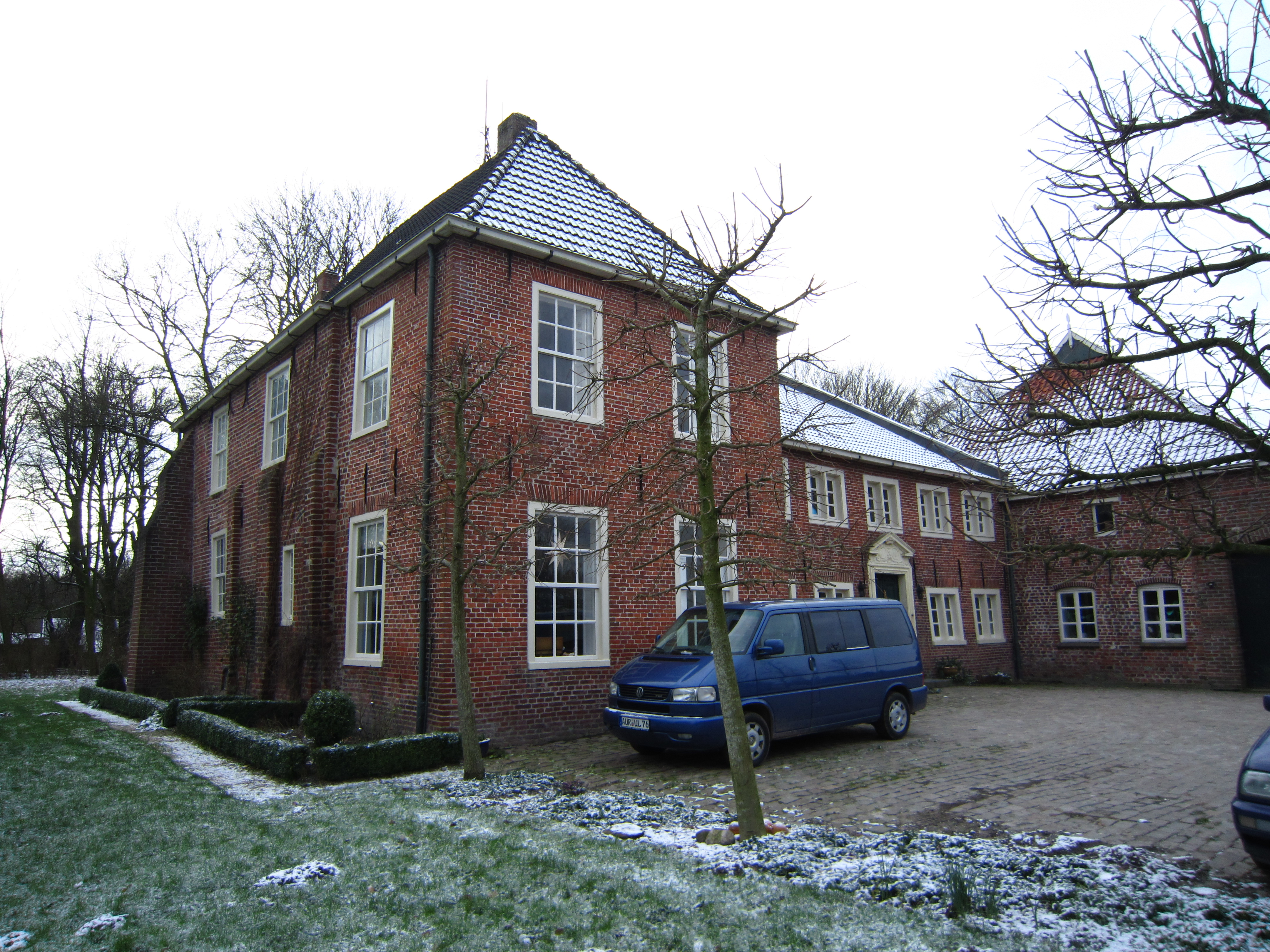
Ulferts Börg

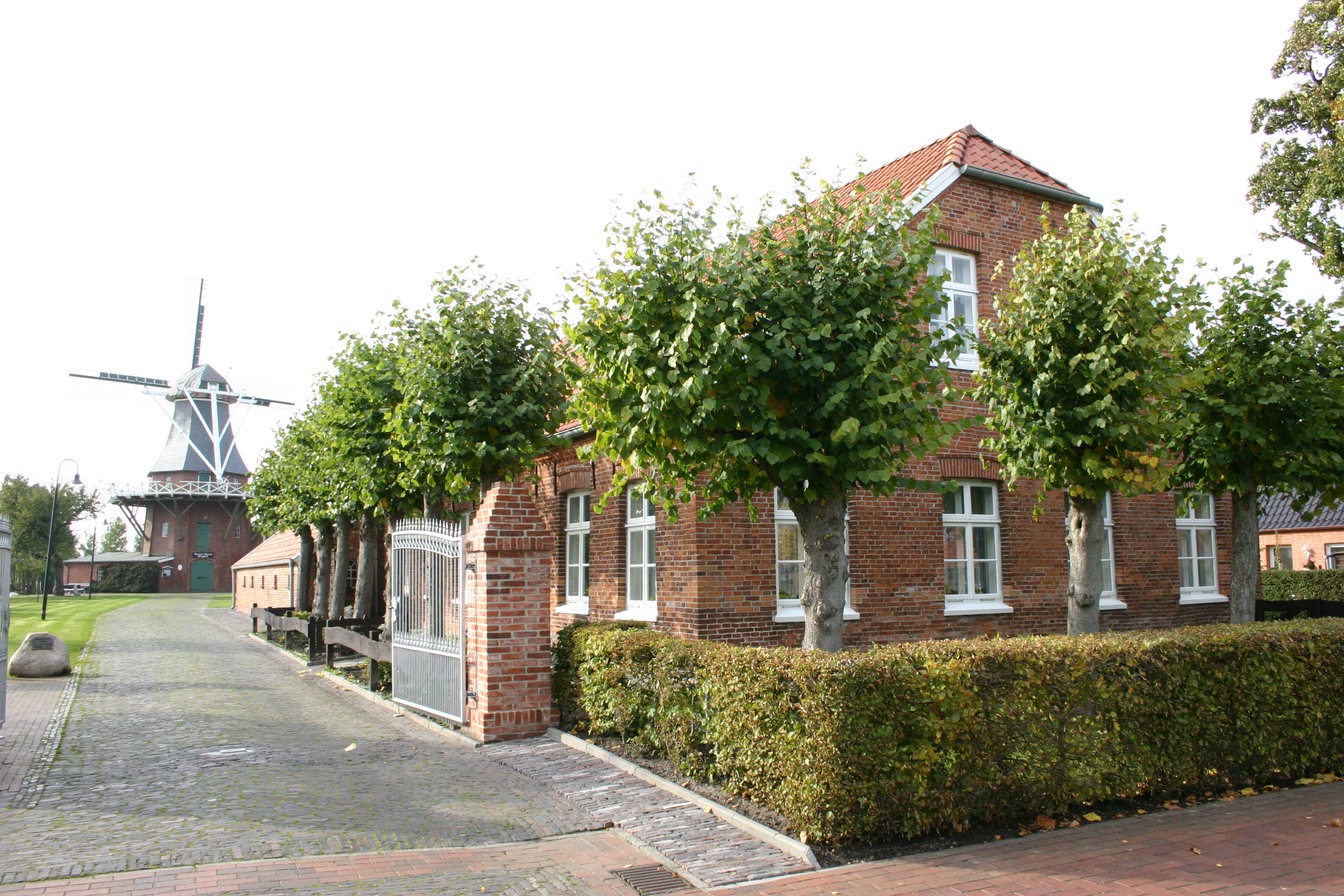
Leezdorfer Mühle und altes Bauernhaus

In Upgant-Schott befindet sich die Ulferts Börg, ein Steinhaus innerhalb einer weiträumigen, von einer Graft umgebenen Hofanlage an der Osterupganter Straße. Der älteste Teil ist ein zweigeschossiger Backsteinbau mit gewölbtem Keller aus dem 15. Jahrhundert, ergänzt um einen barocken Verbindungsflügel aus dem 18. Jahrhundert zum heutigen Haupthaus. Auf das Jahr 1597 datiert ist der älteste Teil der Haneburg, ebenfalls Teil einer großen Hofanlage in Upgant-Schott. Beim Bismarckhof in Wirdum steht ein altes Steinhaus, das einst Wohnteil eines Bauernhofes war. Mit Hilfe der Dendrochronologie wurde es auf das Jahr 1517 datiert. Es verfügt über einen gotischen Staffelgiebel, eine Spitzbogenblende über dem Kreuzstockfenster und gemauerte Zierbänder. Nahe Wirdum befinden sich zwei Warften, die die Reste der untergegangenen Beningaburg beherbergen.
Neben der Marienhafer Kirche und dem Friedhof gehören auch zwei angrenzende historische Häuser (Haus Dieker und Haus Weerts) zu einer denkmalgeschützten Gruppe im Ortskern. Eine weitere denkmalgeschützte Gebäudegruppe bilden die Mühle mit Magazinbauten sowie das Müllerhaus im Süden Marienhafes. Geprägt wird der Marienhafer Ortskern darüber hinaus von zwei weiteren historischen Bauten, die beide als Hotel dienen: den Häusern „Zur Waage“ und „Zur Post“.
Die Leezdorfer Mühle, ein 1896–1897 erbauter Galerieholländer, steht zusammen mit dem daneben befindlichen Müllerhaus unter Denkmalschutz. Darüber hinaus sind in Leezdorf drei Landarbeiterhäuschen und ein Gulfhof denkmalgeschützt. Ein weiterer Galerieholländer befindet sich in Marienhafe. Eine technische Besonderheit ist die Doppelkolbenwasserpumpmühle aus dem Jahr 1872, die vor dem Hof Dreenhusen in Wirdum steht. Sie ist lediglich sieben Meter hoch und diente bis 1919 zur Entwässerung des tief liegenden Gebietes und später zum Füllen einer Viehtränke. 1919 stillgelegt, wurde sie von 1986 bis 1988 restauriert und ist heute, als einzige ihrer Art in Deutschland, wieder funktionstüchtig.
Insbesondere rund um Wirdum, aber auch westlich von Osteel, finden sich große Gulfhöfe.

### Regelmäßige Veranstaltungen
Alle drei Jahre im Sommer finden in Marienhafe für dreieinhalb Wochen die Störtebeker-Freilichtspiele in plattdeutscher Sprache statt. Hierbei wird der Marktplatz für mehrere Wochen mit mittelalterlichen Kulissen dekoriert, Sitztribünen für die Zuschauer und eine Bühne für die Akteure eigens aufgebaut. Die Spiele werden von der Arbeitsgemeinschaft Ostfriesisches Volkstheater e. V. geleitet. Die inhaltlichen Handlungen verändern sich mit jedem neuen Spieljahr.
Ein weiterer Höhepunkt im Gemeindeleben ist das alljährliche Störtebeker-Straßenfest. Dieses findet in jedem Jahr am ersten Sonnabend des Monats Juni auf der Einkaufsstraße und rund um den Marktplatz in Marienhafe statt. Daran nehmen zahlreiche ortsansässige Vereine teil. Abends gibt es ein Musikprogramm mit mehreren Live-Bands.
Seit 2007 führt der Pilgerweg „Schola Dei“ vom ehemaligen Zisterzienserkloster Ihlow über Marienhafe nach Norden. Mehrmals im Jahr finden geführte Pilgerfahrten statt, teils auch nachts oder mit dem Fahrrad.

### Sprache

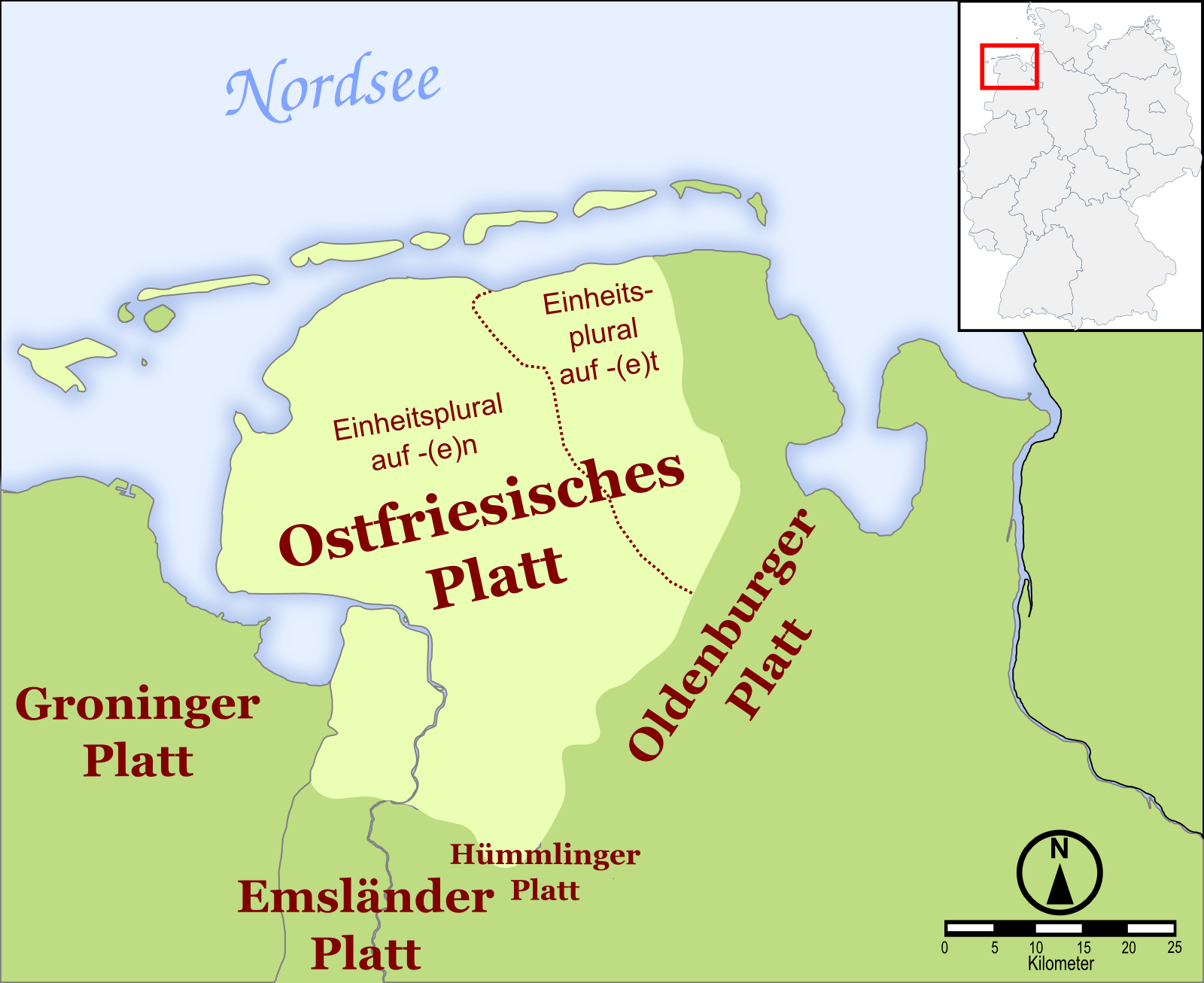
Verbreitungsgebiet des Ostfriesischen Platt

Im Brookmerland wird Ostfriesisches Platt gesprochen. Die Sprache ist unter den Erwachsenen durchaus weit verbreitet und findet auch bei offiziellen Geschäften wie Amtsgängen Anwendung. Die Gemeindeverwaltung unterstützt den Gebrauch des Plattdeutschen durch die Aktion „Plattdütsk bi d' Arbeid“.

### Sport
Neben Sportplätzen und Turnhallen an den Schulen verfügt die Samtgemeinde auch über ein Hallenbad und eine Tennisanlage. In Wirdum verfügt die Gemeinde über einen Sportboothafen mit 24 Liegeplätzen, der an das ostfriesische Wasserstraßennetz angeschlossen ist und in erster Linie von den Mitgliedern des Wirdumer Wassersportvereins „Baalk 8“ genutzt wird. Im Industriegebiet an der Bundesstraße in Upgant-Schott befindet sich eine Kartbahn.
Eine regelmäßig stattfindende Sport-Großveranstaltung sind die Brookmerland-Meisterschaften für Hobby-Handballer. An ihr nehmen teils mehr als 1000 Sportler teil, die nicht allein aus dem Brookmerland, sondern auch aus dem weiteren Umkreis anreisen.

## Wirtschaft und Infrastruktur

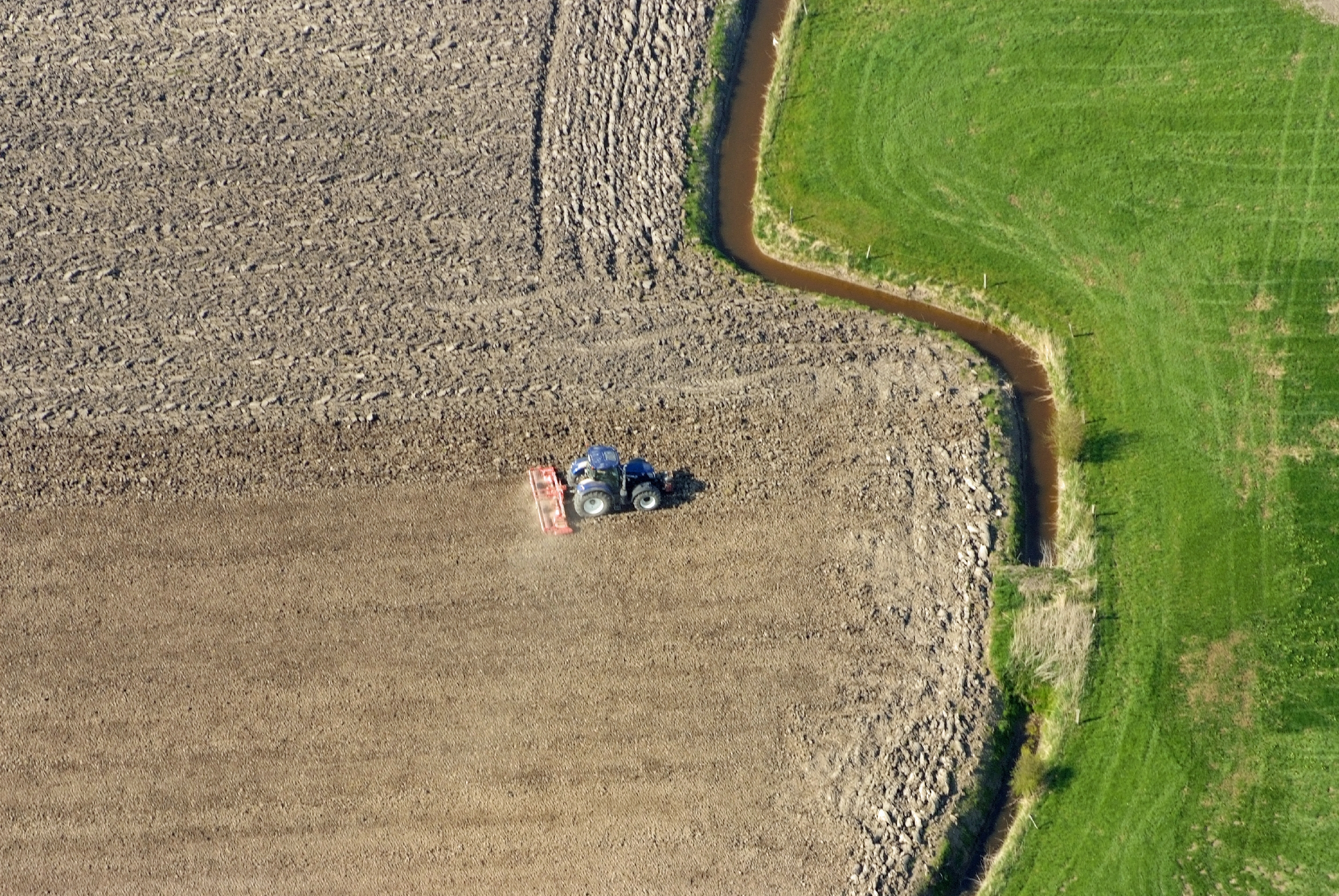
Acker- und Grünland bei Upgant-Schott

Die Samtgemeinde Brookmerland verfügt kaum über Industriebetriebe. Tourismus und Landwirtschaft sind von Bedeutung, darüber hinaus dient der Flecken Marienhafe als Einkaufsort für die umliegenden Ortschaften. Dort sind eine Vielzahl von Einzelhandelsgeschäften zu finden. In der Gemeinde Upgant-Schott befinden sich die beiden Gewerbegebiete der Samtgemeinde. Im Ortsteil Osterupgant sind vornehmlich großflächigere Handelsbetriebe vertreten, während in einem Gewerbegebiet an der B 72 auch einzelne größere Handwerksbetriebe sowie (wenige) produzierende Unternehmen ansässig sind.
Das Brookmerland ist eine Auspendler-Gemeinde. 3742 Einwohner sind sozialversicherungspflichtig beschäftigt, in der Samtgemeinde gibt es 1078 sozialversicherungspflichtige Arbeitsstellen. 873 Einpendlern aus anderen Kommunen stehen 3537 Auspendler in andere Kommunen gegenüber, was ein negatives Pendlersaldo von 2664 ergibt (Stand: 2007). Eine besondere Stellung innerhalb der Samtgemeinde hat dabei Marienhafe: Alle ländlichen Gemeinden auf dem Festland des Landkreises Aurich haben ein negatives Pendlersaldo. Unter ihnen hat der Flecken jedoch das beste relative Verhältnis zwischen Auspendlern und Einpendlern. Alle anderen fünf Mitgliedsgemeinden der Samtgemeinde haben hingegen einen sehr deutlichen Auspendler-Überschuss.
Separate Arbeitsmarktdaten für das Brookmerland werden nicht erhoben. Die Samtgemeinde gehört zur Geschäftsstelle Norden innerhalb des Bezirks Emden-Leer der Bundesagentur für Arbeit. Im Geschäftsbereich Norden lag die Arbeitslosenquote im Oktober 2024 bei 6,4 Prozent. Sie lag damit 0,4 Prozentpunkte über dem niedersächsischen Durchschnitt von 5,8 Prozent. Zwei Prozent der abhängig Beschäftigten sind im Landwirtschaftssektor tätig. Die Zahl der insgesamt in der Landwirtschaft tätigen Personen ist jedoch ungleich höher, da die zumeist selbstständigen Landwirte sowie deren mithelfende Familienangehörige in dieser Statistik nicht auftauchen. Im produzierenden Gewerbe finden 20 Prozent, in Handel, Gastgewerbe und Verkehr 33 Prozent der sozialversicherungspflichtig Beschäftigten ihr Auskommen. In anderen Dienstleistungsberufen sind 45 Prozent der Beschäftigten tätig (Stand: 2014).

### Landwirtschaft
Die Landwirtschaft in der Samtgemeinde ist wesentlich von der Milchwirtschaft geprägt. Neben Grünland finden sich auch Anbauflächen für Futterpflanzen wie Mais. Der Landkreis Aurich lag 2021 auf Platz 14 der größten Milcherzeuger-Landkreise in Deutschland, wozu das Brookmerland zu einem gewissen Grad beiträgt, jedoch weniger als deutlich flächengrößere Kommunen des Landkreises. Innerhalb der Samtgemeinde sind es vor allem die Gemeinden Osteel, Upgant-Schott und Wirdum, die aufgrund ihrer im Samtgemeinde-Vergleich großen Fläche bei zugleich hohem Grünland-Anteil am meisten zur Produktion von Milch beitragen.

### Energie
Landwirtschaftliche Flächen werden auch zur Gewinnung von regenerativ erzeugter Energie genutzt, darunter durch Windkraftanlagen und seit kurzem auch durch Photovoltaikanlagen. Im Juli 2010 wurde eine 3,2 Hektar große Photovoltaikanlage in Osteel in Betrieb genommen.

### Verkehr

Verkehrsachsen in Ostfriesland: Die Samtgemeinde Brookmerland (südöstlich von Norden) wird durch die Bundesstraße 72 und die Bahnstrecke Emden-Norden erschlossen.

Die Samtgemeinde wird in nordwestlich-südöstlicher Richtung von der Bundesstraße 72 durchzogen. Im Bereich Marienhafe wird sie seit den 1970er-Jahren auf einem Damm am Ortskern vorbeigeführt. Diese Bundesstraße verbindet das Brookmerland mit der Nachbarstadt Norden einerseits und mit der Kreisstadt Aurich andererseits. In Georgsheil in der Nachbargemeinde Südbrookmerland besteht ein Anschluss an die Bundesstraße 210, wodurch das Samtgemeindegebiet mit der Stadt Emden und damit mit der Bundesautobahn 31 verbunden wird. Im Westen wird das Gebiet der Samtgemeinde auf einem kurzen Abschnitt von der Landesstraße 4 (Norden-Pewsum) durchzogen. Dort wird die Verbindung in die Krummhörn sichergestellt. Von der L 4 bei Grimersum zweigt die L 26 ab, die über Wirdum nach Upgant-Schott führt und dort in die B 72 einmündet. Die weiteren Hauptverkehrsstraßen im Gemeindegebiet sind allesamt Kreisstraßen und Gemeindestraßen.
Das Brookmerland verfügt als einzige ausschließlich ländliche Gemeinde (also ohne Stadtrechte) im Landkreis Aurich über einen noch im Betrieb befindlichen Fernbahnhof. In Marienhafe halten Züge auf der Regionalexpress-Relation Norddeich-Hannover. Diese Vertaktung ist zweistündlich. Da die Bahnstrecke zwischen Emden und Norden eingleisig ist, kommt es im Marienhafer Bahnhof öfter zum Begegnungsverkehr. Bis 1978 gab es darüber hinaus auch einen Bahnhof in Osteel, dieser wurde in jenem Jahr aber stillgelegt. Die nächstgelegenen Bahnhöfe mit InterCity-Anschluss sind diejenigen in Norden und Emden.
Die Wasserwege der Gemeinde hatten in früheren Jahrhunderten und teils bis ins 20. Jahrhundert hinein für die Versorgung der Dörfer noch wirtschaftliche Bedeutung. Inzwischen dienen sie neben der Entwässerung nur noch dem Ausflugsverkehr.
Die nächstgelegenen Flugplätze sind diejenigen in Emden und Norddeich, wobei der Norddeicher Flugplatz lediglich den Inselflugverkehr und Rundflüge anbietet. Der nächstgelegene internationale Verkehrsflughafen mit Linienbetrieb ist derjenige in Bremen.

### Öffentliche Einrichtungen

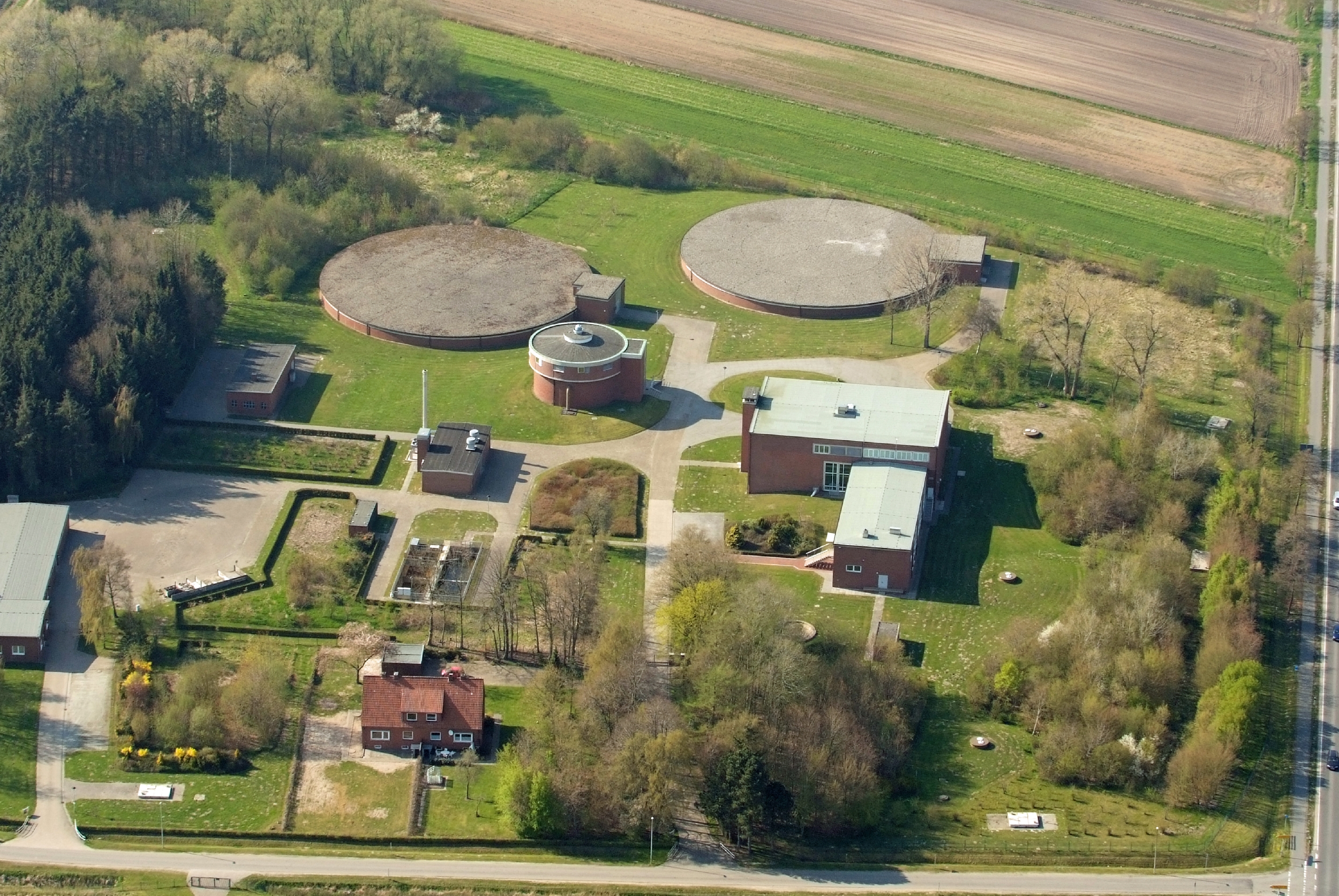
Teil des Wasserwerks Siegelsum

Neben der Gemeindeverwaltung mit ihren nachgeordneten Betrieben wie dem Bauhof ist die Polizeistation in Marienhafe zu nennen. Der Oldenburgisch-ostfriesischen Wasserverbandes (OOWV) betreibt ein Wasserwerk in Siegelsum.
In dem Dorf befindet sich zudem eine von rund 1800 Messstellen des Radioaktivitätsmessnetzes des Bundesamts für Strahlenschutz (BfS). Die Messstation misst die Gamma-Ortsdosisleistung (ODL) am Messort und sendet die Daten an das Messnetz. Die über 24 Stunden gemittelten Daten können direkt im Internet abgerufen werden.

### Medien
Traditionell befindet sich die Samtgemeinde Brookmerland im Einzugsbereich der in Norden erscheinenden Tageszeitung Ostfriesischer Kurier sowie der in Leer erscheinenden Ostfriesen-Zeitung, die als einzige Tageszeitung Ostfrieslands regionsweit erscheint. Seit wenigen Jahren hat auch die Auricher Tageszeitung Ostfriesische Nachrichten ein Büro in Marienhafe. Darüber hinaus erscheint wöchentlich das Echo, ein Anzeigenblatt aus dem Hause des Ostfriesischen Kuriers, sowie zweimal wöchentlich ein Anzeigenblatt aus dem Hause der Emder Zeitung, das mittwochs als Heimatblatt und sonntags als Sonntagsblatt herausgebracht wird. Aus der Samtgemeinde berichtet zudem der Bürgerrundfunk-Sender Radio Ostfriesland.

### Bildung
In Marienhafe befindet sich ein Standort der IGS Marienhafe-Moorhusen. Diese Schule ging aus dem Schulzentrum Brookmerland hervor, das sie von 2009 bis 2014 sukzessiv ablöste. 2015 wurde in Marienhafe eine gymnasiale Oberstufe eingerichtet; das erste Abitur wurde 2018 abgenommen. Grundschulen gibt es in den Ortsteilen Osteel, Wirdum, Leezdorf, Rechtsupweg und Upgant-Schott. Wegen zu geringer Schülerzahlen in Wirdum werden die Schüler der dortigen Grundschule in sogenannten Kombi-Klassen unterrichtet: Erst- und Zweitklässler sowie Dritt- und Viertklässler bilden jeweils eine gemeinsame Klasse. Ein Gymnasium gibt es in der Samtgemeinde nicht, die nächstgelegenen sind das Ulrichsgymnasium Norden und das Ulricianum in Aurich. Berufsbildende Schulen befinden sich in Aurich, Norden und Emden. In Emden ist darüber hinaus die nächstgelegene Fachhochschule beheimatet, die nächstgelegene Universität ist die Carl von Ossietzky Universität Oldenburg.

## Persönlichkeiten

### Söhne und Töchter der Samtgemeinde

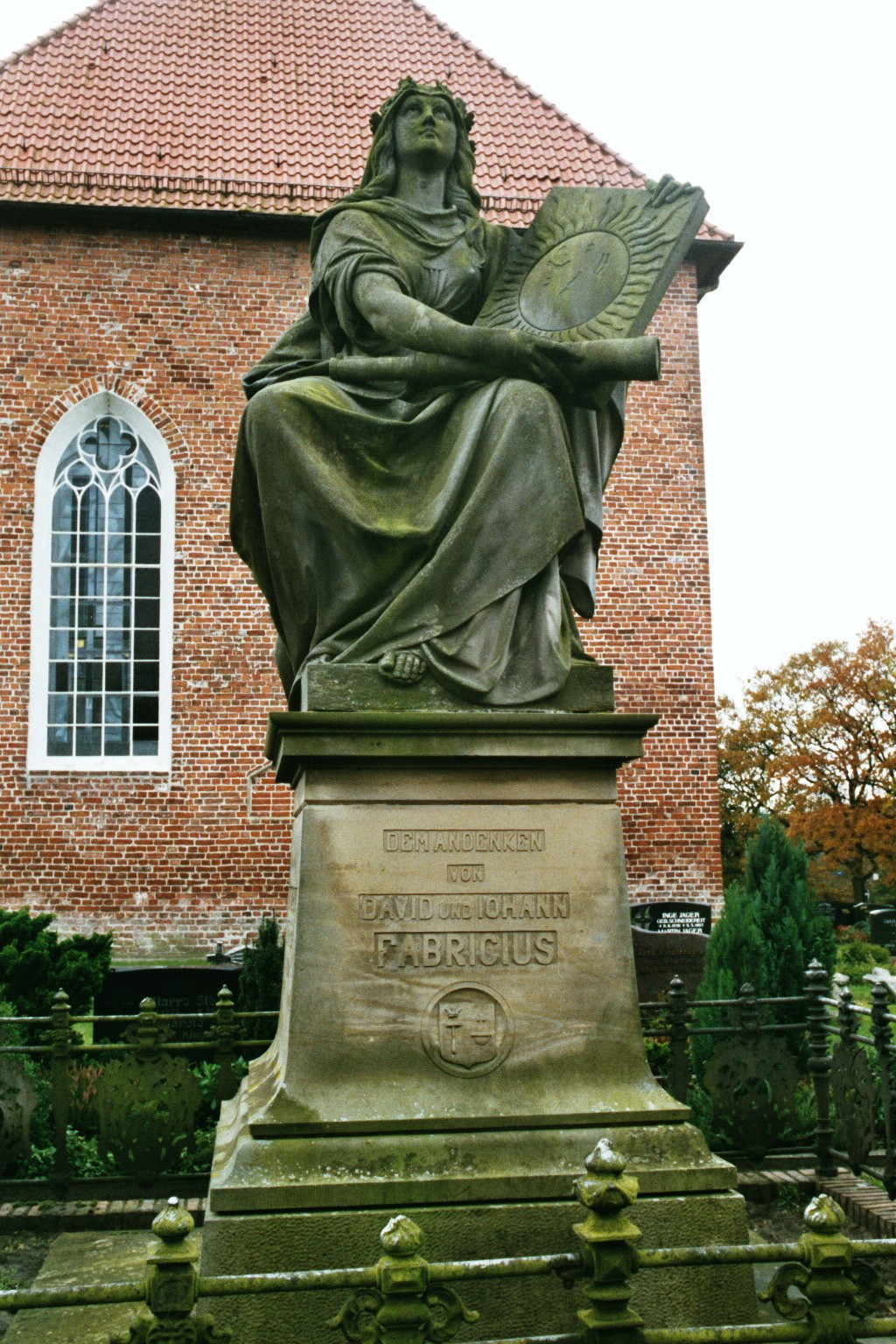
Fabricius-Denkmal

In den Orten der (heutigen) Samtgemeinde Brookmerland wurden unter anderem drei Wissenschaftler und vier Politiker geboren. Der Theologe und Leiter der Bibelschule Wiedenest Johannes Warns (1874–1937) kam in Osteel zur Welt, der Theologe, Missions- und Religionswissenschaftler sowie Indologe Hilko Wiardo Schomerus (1879–1945) in Marienhafe. Der Ingenieurwissenschaftler Reint de Boer (1935–2010) stammte aus Upgant-Schott.
Aus Osteel stammte der Reichstagsabgeordnete (Nationalliberale Partei) Friedrich Vissering (1826–1885), aus dem Osteeler Ortsteil Schoonorth Jan Fegter (1852–1931), der für die FVP und die DDP dem Reichstag angehörte und zudem als Bauernfunktionär tätig war. Ebenfalls in der Gemarkung Osteel, in Osteeler Altendeich, kam der Reichstagsabgeordnete (DNVP) Dirk Agena (1889–1934) zur Welt. Aus Marienhafe stammte der SPD-Bundestagsabgeordnete und Landrat des Landkreises Norden Georg Peters (1908–1992).
Im Bereich Sport und Unterhaltung sind der plattdeutsche Autor Gerd Constapel (* 1938 in Upgant-Schott), der Schauspieler Siemen Rühaak (* 1950 in Osteel) und der vermutlich bekannteste Sohn der Samtgemeinde, der frühere Fußballprofi und heutige Trainer Dieter Eilts (* 1964 in Upgant-Schott), zu nennen.

### Persönlichkeiten, die vor Ort gewirkt haben
Aus Esens stammt David Fabricius (1564–1617). Er war Theologe, bedeutender Amateurastronom und Kartograf und entdeckte die Veränderlichkeit des Sternes Mira. David Fabricius war der Vater von Johann Fabricius, der im Jahre 1611 als Erster eine wissenschaftliche Abhandlung über die Sonnenflecken veröffentlichte. Fabricius senior wurde 1617 im Streit von einem Osteeler Einwohner erschlagen. Seinen Lebensabend verbrachte der in Rahester Moor geborene Musik-Journalist, Liedtexter und ostfriesische Liedermacher Hannes Flesner (1928–1984) in Leezdorf.